# Großer Terror (Sowjetunion)

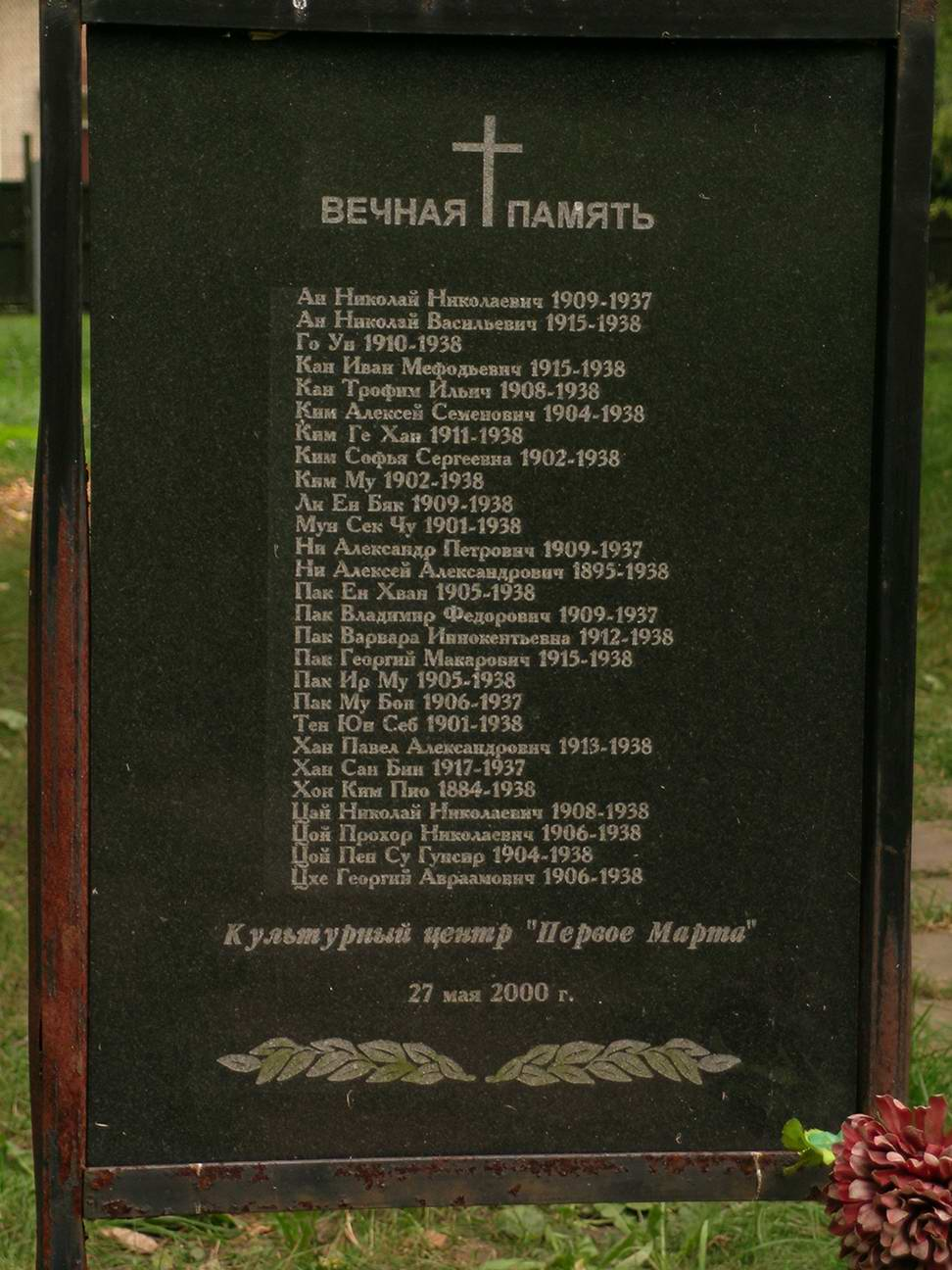
Gedenktafel für koreanische Opfer des Großen Terrors auf dem Gelände der Hinrichtungsstätte Butowo (2007)

Der Große Terror (russisch Большой террор, wissenschaftliche Transliteration Bol'šoj terror) – auch als Große Säuberung (russisch Большая чистка, Bolschaja tschistka) oder Jeschowschtschina (russisch ежовщина), Jeschow-Herrschaft bezeichnet – war eine von Herbst 1936 bis Ende 1938 dauernde umfangreiche Verfolgungskampagne in der Sowjetunion. Die Durchführung dieser von Josef Stalin veranlassten und vom Politbüro gebilligten Terrorkampagne lag bei den Organen des Innenministeriums der UdSSR (NKWD) unter Leitung von Nikolai Jeschow. Der Terror richtete sich vor allem gegen mutmaßliche Gegner der stalinistischen Herrschaft und als unzuverlässig angesehene „Elemente“ oder Gruppen.
Als Zeit des Großen Terrors im engeren Sinn werden die Monate von Juli 1937 bis Mitte November 1938 verstanden. Allein in diesem Zeitraum kam es zur Verhaftung von etwa 1,5 Millionen Menschen, von denen etwa die Hälfte erschossen, die anderen, bis auf wenige Ausnahmen, in die Lager des Gulag gebracht oder in Gefängnissen inhaftiert wurden. Die Massenrepressionen gelten als Höhepunkt einer Kette von Säuberungswellen der Stalin-Ära.
Die für den Terror Verantwortlichen inszenierten anfangs eine Serie von Schauprozessen, zu deren bekanntesten die Moskauer Prozesse gehören; vorrangig gegen Angehörige der Eliten in Politik, Militär, Wirtschaft, Verwaltung, Wissenschaft und Kultur. Die geheimen „Massenoperationen“ ab Mitte 1937, von denen sogenannte Kulaken, „sozial schädliche“ und „sozial gefährliche Elemente“ sowie ethnische Minderheiten betroffen waren, forderten allerdings eine weit größere Opferzahl.
1956, drei Jahre nach dem Tod Stalins, berichtete der damalige Erste Sekretär des Zentralkomitees, Nikita Chruschtschow, während einer Geheimrede auf dem XX. Parteitag der KPdSU über frühere „politische Säuberungen“ gegen Parteimitglieder. Die Massenoperationen blieben weiterhin ein Staatsgeheimnis. Durch die Veröffentlichung des historisch-literarischen Werkes Archipel Gulag des russischen Schriftstellers Solschenizyn im Jahre 1973 erhielt die Weltöffentlichkeit tiefe Einblicke in das sowjetische Terrorsystem. Erst seit dem Ende der Sowjetunion machten umfangreiche Archivfunde und -studien Art und Ausmaß des Terrors deutlich.
In der Forschung zum Großen Terror gab es lange Zeit Kontroversen, hauptsächlich über die Zahl seiner Opfer und seine Ursachen. Deutungen im Rahmen der Totalitarismustheorie standen Deutungen gegenüber, die die Hauptursachen in den Widersprüchen der sowjetischen Gesellschaft sowie in politischen Konflikten zwischen Zentrum und Peripherie sehen.

## Hintergrund und Vorgeschichte

### Umbruchgesellschaft
Seit 1914 durchlief die Gesellschaft Russlands, ab Ende 1922 die der Sowjetunion, dramatische und von Gewalt geprägte Umbruchphasen: Innerhalb von rund 20 Jahren durchlitt sie den Ersten Weltkrieg, die Februar- und anschließend die Oktoberrevolution 1917 sowie den Bürgerkrieg. Auf eine kurze Phase der Erholung in Gestalt der Neuen Ökonomischen Politik (NEP) folgten – nun bereits unter Stalins Regie – die forcierte Industrialisierung, die Entkulakisierung und die Zwangskollektivierung.
Die Ende der 1920er-Jahre beschlossene schnelle Industrialisierung und die Zwangskollektivierung Anfang der 1930er-Jahre veränderten die gesamte Sozialstruktur grundlegend. Waren im Jahr 1928 erst acht Prozent aller Berufstätigen in der Industrie und im Bauwesen beschäftigt, so verdreifachte sich dieser Anteil bis 1937 auf 24 Prozent. Die Schwerindustrie erzeugte weit mehr als die Hälfte der gesamten Industrieproduktion. Der Anteil der in der Land- und Forstwirtschaft Tätigen nahm hingegen im gleichen Zeitraum von 80 Prozent auf 56 Prozent ab. Hinzu kam eine Landflucht, die weltgeschichtlich bis dahin ohne Beispiel war: Von 1926 bis 1939 zogen mindestens 23 Millionen Menschen vom Land in die Stadt. Ende der 1930er-Jahre waren 40 Prozent aller Stadtbewohner erst in den letzten zehn Jahren aus ländlichen Gebieten zugezogen. Die städtische Bevölkerung hatte sich von 1926 bis 1937 von 26 Millionen auf 51,9 Millionen Menschen verdoppelt. In Anlehnung an Moshe Lewin sprechen viele Historiker von einer „Flugsandgesellschaft“, um die sowjetische Migrationsdynamik jener Jahre zu charakterisieren.

### Tradition des Terrors und der Schauprozesse
Der Terror als politisches Kampfinstrument wurde von Lenin nach der Oktoberrevolution wiederholt eindringlich propagiert. Er befand sich dabei im Einklang mit seiner Partei, der Kommunistischen Partei Russlands. Zum zentralen Organ terroristischer Gewalt entwickelten sich dabei die Tscheka beziehungsweise ihre Nachfolgeorganisationen GPU (1922 bis 1934 OGPU) und NKWD. Zu den wichtigsten Wegmarken des Massenterrors gehörten bis 1936
- der Rote Terror der Bürgerkriegsjahre (1917–1921),
- die rücksichtslose Politik der Eintreibung von Naturalsteuern bei den Bauern zu Zeiten des Kriegskommunismus – diese Politik führte 1921/22 zu rund fünf Millionen Hungertoten und weiteren rund 25 Millionen Hungernden[7]
- sowie die Zwangskollektivierung und Entkulakisierung Anfang der 1930er-Jahre,[8] welche die Deportation von zwei Millionen Bauern mit sich brachte und den Holodomor, eine Hungerkatastrophe mit vier bis sechs Millionen Toten.[9]

Im Zuge der Entkulakisierung wurde auf ein Instrument zurückgegriffen, das bereits im Bürgerkrieg angewendet worden war: In jedem Distrikt des Landes entschieden Gremien aus jeweils drei Personen außergerichtlich darüber,
- wer als „Kulak“ zu internieren oder bei Widerstand zu erschießen war,
- wer nach Konfiszierung seines Eigentums in entfernte und unwirtliche Gegenden deportiert wurde
- und wer innerhalb seiner Ursprungsregion umgesiedelt wurde.

Diese sogenannten Troikas setzten sich Anfang der 1930er-Jahre aus dem ersten Sekretär des Parteikomitees der Kommunistischen Partei der Sowjetunion (KPdSU), dem lokalen Vertreter der OGPU und dem Vorsitzenden des Exekutivkomitees des jeweiligen Sowjets zusammen. Troikas mit ähnlicher Personalstruktur spielten in den Monaten des Großen Terrors eine zentrale Rolle als geheime Standgerichte, die vor Ort in Hunderttausenden von Fällen de facto über Leben und Tod entschieden.
Bis Mitte der 1930er-Jahre inszenierten die Staatsorgane der Sowjetunion zudem mehrfach Schauprozesse.
- Bereits Mitte 1922 veranlassten die Bolschewiki einen solchen gegen 34 Sozialrevolutionäre, der mit Todesurteilen gegen elf Angeklagte endete.[11]
- 1928 standen 53 „bürgerliche Spezialisten“ aus der Schachty-Region des Donezbeckens vor Gericht, zumeist Ingenieure und Bergbaudirektoren. Der Vorwurf im sogenannten Schachty-Prozess lautete auf Sabotage im Auftrag ausländischer Mächte. Die Verhandlung endete für elf Angeklagte mit dem Todesurteil, fünf von ihnen wurden hingerichtet.[12]
- Im März 1930 fanden sich 35 ukrainische Politiker und Intellektuelle in einem Schauprozess dem Vorwurf ausgesetzt, sie betrieben heimlich die Herauslösung der Ukraine aus der UdSSR sowie die Wiedereinführung des Kapitalismus.[13]
- Ende 1930 fand der Schauprozess gegen die sogenannte Industriepartei statt. Acht der Angeklagten waren dazu gezwungen worden, anzugeben, ein konspiratives Netz von 2000 Spezialisten aufgebaut zu haben und dabei von ausländischen Botschaften unterstützt worden zu sein. Das Ziel sei gewesen, die sowjetische Wirtschaft zu untergraben.[14]
- Im März 1931 standen die vorgeblich subversiven Aktivitäten eines „Unionsbüros der Menschewiki“ im Mittelpunkt eines weiteren Schauprozesses, der sich vor allem gegen Mitarbeiter der staatlichen Planungsbehörde Gosplan richtete. Neben der Störung von wirtschaftlichen Abläufen sei einer geplanten ausländischen Intervention zugearbeitet und der Sturz der Sowjetregierung vorbereitet worden.[15]

### Ermordung Kirows
Stalin war es nach dem Ende der NEP und bei der Festlegung auf den Kurs der forcierten Industrialisierung gelungen, seine innerparteilichen Gegner an den Rand zu drängen. Es begann eine Politik, für die sich später die Bezeichnung Stalinismus durchsetzte und die Stalins persönliche Macht sicherte. Die linke Opposition um Trotzki war seit Mitte der 1920er-Jahre ausgeschaltet – dennoch beschwor die sowjetische Propaganda immer wieder „Trotzkismus“ als fundamentale Gefahr für den Bestand der Sowjetunion und als Quelle zahlreicher Verschwörungen. 1929 erlitten die Wortführer der „Parteirechten“ um Bucharin und Rykow, die für eine Fortsetzung der NEP plädierten, eine schwere Niederlage. Sie wurden der „Fraktionsbildung“ bezichtigt, was seit dem X. Parteitag der Kommunistischen Partei vom März 1921 verboten war, und zeitweilig aus der Partei ausgeschlossen.
Am 1. Dezember 1934 ermordete Leonid Nikolajew, ein Arbeiter aus Leningrad, den Ersten Sekretär der Leningrader Parteiorganisation Sergei Kirow. Die Hintergründe der Tat sind bis heute nicht vollständig aufgeklärt. Chruschtschow behauptete später, Stalin sei in die Tat verwickelt gewesen. Dieser, so die Vermutung in vielen älteren Biografien, sei erbost gewesen über das Ergebnis, das Kirow auf dem Parteitag von 1934, dem „Parteitag der Sieger“, erzielt habe. Kirow habe nur wenige der geheim abgegebenen Gegenstimmen erhalten, während auf Stalin und einige seiner engsten Getreuen jeweils über hundert Gegenstimmen entfielen. Aufgrund dieses überraschenden Resultats, das Stalin auf dem Delegiertentreffen nicht habe veröffentlichen, sondern fälschen lassen, sei sein Entschluss gereift, die „alte Garde“ der Bolschewiki endgültig zu beseitigen. Unwiderlegbare Beweise gibt es bislang weder für die These der Wahlfälschung noch für die These einer Beteiligung Stalins am Kirow-Mord. Unstrittig ist jedoch, dass Stalin den Mord nutzte, um mit dem „Gesetz vom 1. Dezember“ umgehend Notstandsmaßnahmen anzuordnen, die es ermöglichten, auf alle Arten von Gegnern rasch zuzugreifen und sie zu bestrafen – bis hin zur Erschießung. Diese Möglichkeiten wurden in den Monaten des Großen Terrors ausgiebig genutzt. Der Mord an Kirow schien die permanent wiederholte Behauptung einer Verschwörung gegen die Führung von Staat und Partei zu bestätigen und eignete sich darum besonders gut als Auslöser einer umfassenden Repressionswelle.

### Repressionsmaßnahmen
Wenige Tage nach dem Mord an Kirow begann die Verhaftungswelle. Sie erfasste am 16. Dezember 1934 auch Kamenew und Sinowjew, die zuvor für einige Jahre als „Linksabweichler“ aus der KPdSU ausgeschlossen waren. Die Anklage gegen einen weiten Kreis von Personen entfaltete das Szenario einer umfassenden Verschwörung: Geleitet von Kamenew und Sinowjew habe ein „Leningrader Zentrum“ zusammen mit einem „Moskauer Zentrum“ staatsfeindliche Aktivitäten durchgeführt, zu denen auch die Ermordung Kirows gezählt wurde. Noch im Dezember 1934 wurden in Leningrad als Reaktion auf den Kirow-Mord 6501 Personen hingerichtet.
Stalin wies die lokalen Behörden des Landes an, erhöhte Vorsicht all jenen gegenüber walten zu lassen, die sich als Kommunisten in der Vergangenheit gegen seine Politik gestellt hatten oder als Andersdenkende aufgetreten waren. Am 26. Januar 1935 unterzeichnete er einen Beschluss des Politbüros, der die Verbannung von mehreren Hundert ehemaligen Anhängern Sinowjews aus Leningrad nach Nordsibirien und Jakutien anordnete. Im ganzen Land wurden ferner Listen mit Personen erstellt, die verdächtigt wurden, zum „trotzkistisch-sinowjewistischen Block“ zu zählen. Im Mai 1935 instruierte Stalin die lokalen Parteigliederungen überdies, alle Parteiausweise genau zu überprüfen. Die Kampagne zur Ausweiskontrolle führte zum Ausschluss von neun Prozent aller Parteimitglieder, das waren etwa 250.000 Personen. Ende Dezember 1935 berichtete Nikolai Jeschow, Leiter der Ausweisprüfungskampagne und zuständig für die Führungskräfte der Partei, dem Plenum des Zentralkomitees der KPdSU, dass von den ausgeschlossenen Mitgliedern der KPdSU 15.218 verhaftet worden seien. Er machte in seinem Bericht vor allem auf den Widerstand lokaler Parteiführer gegen die Zusammenarbeit mit dem NKWD aufmerksam, der dazu geführt habe, dass nur vergleichsweise wenige „Trotzkisten“ und „Sinowjewisten“ entlarvt worden seien. Dieser Hinweis Jeschows zeigte Stalin deutlich, wo zukünftig die Hebel anzusetzen waren.
Die Repressionen unmittelbar nach dem Mord an Kirow trafen nicht allein Parteimitglieder, sondern führten auch zu ethnischen Säuberungen.
- Am 27. Dezember 1934 beschloss das Politbüro die Umsiedlung von 2000 „antisowjetischen Familien“ aus den Grenzgebieten der Ukraine.
- Am 15. März 1935 folgte der Beschluss, „unzuverlässige Elemente“ aus den Grenzgebieten des Leningrader Gebietes und der Karelischen ASSR auszuweisen. Sie seien in Gebiete Kasachstans und Westsibiriens zu deportieren. Etwa 10.000 Personen, zumeist Finnen, waren aufgrund ihrer Volkszugehörigkeit von dieser Maßnahme betroffen.
- Im Frühjahr schloss sich eine zweite Welle der Deportation an. Sie erfasste 15.000 polnische und deutsche Familien, die in der Ukraine lebten – zusammen rund 50.000 Personen. Als Deportationsziel für diese Menschen wurden Orte im Gebiet Karaganda oder in Kasachstan bestimmt.[23]

## Verfolgung, Verurteilung, Verbannung, Vernichtung
Am 29. Juli 1936 ging ein geschlossener Brief des Zentralkomitees der KPdSU an alle Parteiorganisationen in den Republiken und autonomen Gebieten der Sowjetunion. In diesem Schreiben, das Stalin selbst mitformuliert hatte, wurde vor „Volksfeinden“ gewarnt, die überall in der Gesellschaft subversiv arbeiten würden. Der Volksfeind wirke in der Regel „zahm und harmlos“ und stelle sich als Unterstützer des Sozialismus dar. In Wahrheit sei er jedoch dessen gefährlicher Feind, und wenn der Volksfeind sich bedroht fühle, „greife er zum äußersten Mittel“. Gleichzeitig begann in der sowjetischen Presse eine Kampagne gegen Spione, Verräter, Mörder, Diversanten, „die trotzkistische Bande der Restauratoren des Kapitalismus“. In der Gesellschaft wurde so der Eindruck einer Bedrohung erzeugt, ein entscheidender Kampf stehe unmittelbar bevor. Das Konzept des „Volksfeinds“ (russ. враг народа, wrag naroda) – ein Begriff, den bereits Lenin beim Verbot der Kadettenpartei im November 1917 benutzt hatte – wurde grundlegend für den nun beginnenden Großen Terror. Mit ihm wurde jeder Kritik, jeder Opposition die Legitimation entzogen: Wer gegen die Führung von Staat und Partei seine Stimme erhob, war als Feind definiert und musste ausgelöscht werden. Der Vorteil gegenüber dem marxistischen Konzept des Klassenfeinds, das bis 1936 verwendet worden war, bestand aus Sicht Stalins und seiner Anhänger darin, dass nun auch Mitglieder der kommunistischen Partei selbst verfolgt werden konnten.

### „Säuberungen“ von Kadern und Eliten

#### Moskauer Schauprozesse
Prominente frühere Kritiker Stalins wurden von 1936 bis 1938 in den drei großen Moskauer Schauprozessen angeklagt. Diese Prozesse endeten für die Hauptangeklagten mit Todesstrafen, in wenigen Ausnahmen auch mit langen Haftstrafen. Die Urteile basierten nicht auf materiellen Beweisen, sondern standen von vornherein fest. Stalin selbst führte im Hintergrund Regie. Im Mittelpunkt der Prozesse standen die Selbstbezichtigungen und Geständnisse der Beklagten. Diese waren durch Erpressungen, Folter, Sippenhaft und falsche Versprechungen gewonnen worden. Ziel war nicht die Bestrafung nachgewiesener Gesetzesbrüche. Adressaten der Inszenierungen waren vielmehr die nationale und internationale Öffentlichkeit.
Der Schauprozess gegen Sinowjew und Kamenew sowie weitere 14 Funktionäre – viele von ihnen waren enge Mitstreiter Lenins gewesen – dauerte vom 19. bis 24. August 1936. Angeklagt wurde ein „trotzkistisch-sinowjewistisches terroristisches Zentrum“, das eine breite Palette an Kapitalverbrechen begangen und weitere geplant habe, unter anderem Beteiligung am Mord an Kirow, Sabotage, „Schädlingsarbeit“, Spionage, Terror, Verrat und Verschwörung. Immer wieder überzog der Chefankläger Andrei Wyschinski die Angeklagten mit schweren Beleidigungen. Seine verbalen Grobheiten wechselten mit Phasen, in denen die Verhandlungen eher politischen Zwiegesprächen von Anklage und Beschuldigten glichen. Im Rahmen des Prozesses wurden weitere Personen der Planung und Ausführung von Verbrechen bezichtigt und so das angebliche Netz der Verschwörer gegen Partei, Staat und Gesellschaft nach allen Seiten erweitert. Alle Angeklagten wurden am 24. August zum Tode verurteilt und noch vor Ablauf der Gnadenfrist im Keller der Moskauer Geheimdienstzentrale Lubjanka erschossen.

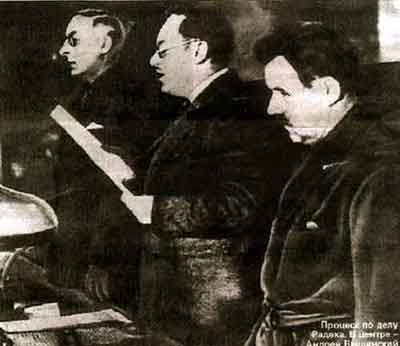
Wyschinski (Mitte) verliest die Anklageschrift im zweiten Moskauer Prozess

Der zweite Moskauer Schauprozess begann am 23. Januar und endete am 30. Januar 1937. Die Anklageschrift beschuldigte 17 Personen, sich zu einem „sowjetfeindlichen trotzkistischen Zentrum“ verschworen zu haben. Diesem gehörten laut Anklage Georgi Pjatakow, Karl Radek, Grigori Sokolnikow, Leonid Serebrjakow und 13 weitere Funktionäre der KPdSU an. Zehn der 17 Angeklagten waren ehemalige Leitungskräfte der wichtigsten Volkskommissariate. Angeklagte des Schauprozesses von 1936 hatten diese Gruppierung zuvor als „Reservezentrum“ des Hochverrats bezeichnet. Schwerpunkt der Vorwürfe und Geständnisse waren Sabotageakte in Wirtschaft, Transportwesen und Industrie. Der Prozess endete mit 13 Todesurteilen. Radek und Sokolnikow gehörten zu den wenigen, die mit Freiheitsstrafen von zehn Jahren davonkamen. Beide wurden wenige Jahre später in der Haft erschlagen.
Der dritte Prozess präsentierte dem Publikum vom 2. bis 13. März 1938 eine Reihe prominenter Bolschewiki: Nikolai Bucharin, Alexei Rykow, Nikolai Krestinski, Wladimir Iwanow, Christian Rakowski, Genrich Jagoda, Fayzulla Xoʻjayev und 14 weitere Funktionäre. Sie bildeten laut Anklage den „Block der Rechten und Trotzkisten“, dem vor allem Terror, Spionage und umfangreiche Machenschaften zur Wiedereinführung des Kapitalismus vorgeworfen wurde.
Dieser Prozess galt als Höhepunkt der Schauprozesse, unter anderem, weil drei der Angeklagten zu Lebzeiten Lenins Mitglieder des Politbüros gewesen waren. Krestinski plädierte zum Prozessauftakt auf „nicht schuldig“. Bucharin widersprach häufig konkreten Aussagen, mit denen Zeugen oder Wyschinski ihn belasteten. Zugleich bestätigte er den Vorwurf des Hochverrats, wenn dieser abstrakt formuliert blieb. Wie auch in den beiden vorangegangenen Schauprozessen lieferten die Anklage und die Prozessberichterstattung in der sowjetischen Presse der Bevölkerung Sündenböcke für alle erdenklichen Unzulänglichkeiten und Beschwernisse des Wirtschafts- und Alltagslebens. Wie bei den vorhergehenden Prozessen forderten von Partei und Staat organisierte Massendemonstrationen auch diesmal den Tod aller Angeklagten. Der Prozess endete mit 18 Todesurteilen, drei Angeklagte erhielten langjährige Haftstrafen.

#### Schauprozesse in der Provinz
Neben den Moskauer Prozessen gab es im ganzen Land Hunderte von Schauprozessen, die sich in Ablauf und Funktion glichen. Diese Schauprozesse fanden insbesondere zwischen September und Dezember 1937 statt und waren ebenfalls von Stalin angeregt worden. Sie bezogen die lokale Bevölkerung in die „Säuberungskampagne“ ein, beziehungsweise suggerierten eine solche Partizipation. Wie ihre Moskauer Vorbilder waren die lokalen Prozesse begleitet von Demonstrationen und Resolutionen unterschiedlichster Arbeitskollektive gegen die Angeklagten – lokale und regionale Funktionäre, denen Machtmissbrauch, Korruption und Misswirtschaft vorgeworfen wurde. Der Staat reklamierte durch diese Prozesse Interventionen zum Schutz „des Volkes“, das zuvor unter diesen Funktionären angeblich oder wirklich gelitten hatte. Prozesse dieser Art gab es beispielsweise in Sibirien, in der Weißrussischen SSR oder in der Oblast Jaroslawl.

#### Weitere „Säuberung“ der Partei
Die ranghöchsten KPdSU-Mitglieder unter den Opfern waren die fünf gegenüber Stalin loyalen Mitglieder und Kandidaten des Politbüros Robert Eiche, Stanislaw Kossior, Pawel Postyschew, Jan Rudsutak und Wlas Tschubar. Von 139 Mitgliedern des Zentralkomitees wurden 98 Opfer des Großen Terrors, von den 1966 Delegierten des XVII. Parteitages der KPdSU (1934), genannt „Parteitag der Sieger“, waren es 1108.
Auch der Komsomol, der Jugendverband der Partei, war betroffen. 72 von 93 Mitgliedern des Zentralkomitees dieser Organisation wurden verhaftet, von den 385 Regionalsekretären waren es 319, von den 2750 Distriktsekretären 2210. Die personellen Veränderungen infolge des Terrors waren enorm: Von den 32.000 Kadern, die 1939 zur Nomenklatura gehörten, waren 70 Prozent in den zwei Jahren seit 1937 ernannt worden.
Von bestimmten Regionen der Sowjetunion ist bekannt, dass die Partei besonders stark unter den Repressionen litt. Dies traf beispielsweise für Leningrad zu. Die dortige Parteiorganisation galt als suspekt, weil Sinowjew ihr lange vorgestanden hatte. 90 Prozent aller Leningrader Parteikader wurden inhaftiert. Ähnlich umfassend war die Drangsalierung der ukrainischen Parteikader, nachdem Nikita Chruschtschow 1938 dort den Vorsitz der Kommunistischen Partei der Ukraine übernommen hatte. Nur drei der 200 Mitglieder des ukrainischen Zentralkomitees überlebten. In allen Landesteilen der Sowjetunion bildeten die Repressionen gegen Parteikader jedoch nur einen kleinen Teil des Großen Terrors: Lediglich etwa zehn Prozent seiner Opfer waren Parteimitglieder, wobei ihr Anteil (nur ca. 1,4 Prozent der Gesamtbevölkerung war Parteimitglied) überproportional hoch war.

#### „Säuberung“ der Roten Armee

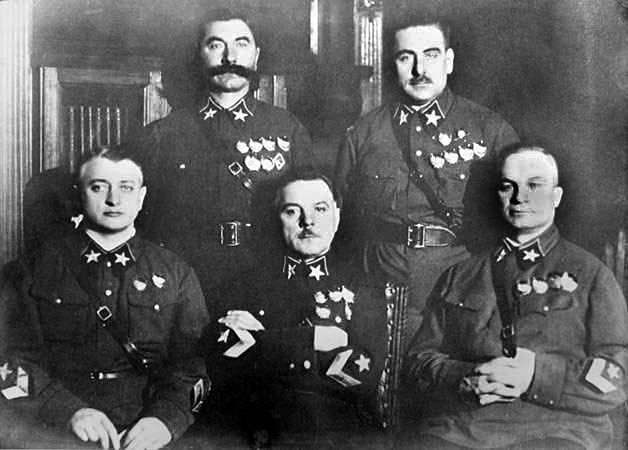
Die fünf Marschälle der Sowjetunion im November 1935 (von links nach rechts): Michail Tuchatschewski, Semjon Budjonny, Kliment Woroschilow, Wassili Blücher, Alexander Jegorow. Nur Woroschilow und Budjonny überlebten die Säuberung.

Am 11. Juni 1937 meldete die sowjetische Presse, dass ein Militärgericht in geheimer Sitzung Michail Tuchatschewski, Marschall der Sowjetunion und stellvertretender Volkskommissar für Verteidigung, zusammen mit sieben anderen Generälen zum Tode verurteilt habe. Der Vorwurf lautete auf Hochverrat und Spionage, insbesondere zugunsten des nationalsozialistischen Deutschland. Zusammen mit Tuchatschewski waren im Sommer 1937 weitere ranghohe Militärs festgenommen und unter Folter zu Geständnissen gezwungen worden. Innerhalb von neun weiteren Tagen verhafteten die Staatsorgane 980 hohe Offiziere und Politkommissare. 1937 und 1938 wurden von den rund 178.000 militärischen Führungskräften etwa 33.000 bis 35.000 verhaftet. Zu diesen Militärpersonen zählten
- 3 von 5 Marschällen,
- 13 von 15 Armeebefehlshabern (3 von 5 KomandArm I. und alle 10 KomandArm II. Ranges)
- 8 von 9 Admirälen,
- 50 von 57 Korpsgeneralen,
- 154 von 186 Divisionsgeneralen,
- alle 16 den Armeen zugeordneten Politkommissare sowie 25 der 28 den Armeekorps zugehörigen Politkommissare.[38]

Bis in die 1980er-Jahre wurde in der Geschichtswissenschaft immer wieder die These vertreten, die Ausschaltung der Spitze der Roten Armee sei auf eine deutsche Intrige zurückgegangen: Um die Sowjetunion militärisch zu schwächen, habe der Chef des Sicherheitsdienstes des Reichsführers SS (SD) Reinhard Heydrich Dokumente fälschen lassen, wonach Tuchatschewski einen Staatsstreich gegen Stalin plane, und über den tschechoslowakischen Präsidenten Edvard Beneš nach Moskau gespielt. Neuere Forschungen auf der Grundlage sowjetischer Archivdokumente zeigen, dass die Fiktion einer bevorstehenden Militärinsurrektion der Roten Armee von Stalin selbst stammte, der einen glaubhaften Vorwand brauchte, um gegen Tuchatschewski und die anderen Generäle vorgehen zu können. Über den Doppelagenten Nikolai Skoblin wurden die Falschmeldungen nach Berlin gespielt, wo weitere angebliche Beweise gefälscht und über den französischen Ministerpräsidenten Édouard Daladier nach Moskau gemeldet wurden: Während der SD glaubte, er hätte Stalin erfolgreich manipuliert und zur Enthauptung seiner eigenen Armee veranlasst, hatte er sich vielmehr zu dessen Werkzeug gemacht. Die gefälschten Dokumente wurden in dem Geheimprozess auch gar nicht vorgelegt, die Verurteilungen erfolgten auf der Grundlage der erfolterten Geständnisse.
Die Rote Armee verlor in den beiden Jahren der „Säuberungen“ etwa doppelt so viele Generäle wie im gesamten Zweiten Weltkrieg. In den folgenden Jahren ging der Umfang der Repressionen zwar zurück, doch sie hörten bis zum Angriff durch das Deutsche Reich im Sommer 1941 nicht auf.
Ähnlich verhielt es sich mit den Seestreitkräften. Auch deren Führung wurde durch die sogenannten Säuberungen erheblich geschwächt. Ende November 1935 bestand deren Führungsspitze aus
- Flotten-Flaggoffizier 1. Ranges W.M. Orlow (Chef der Seestreitkräfte der Roten Armee),
- Flotten-Flaggoffizier 1. Ranges M.W. Wiktorow (Kommandeur der Pazifikflotte),
- Flotten-Flaggoffizier 2. Ranges L.M. Galler (Kommandeur der Baltischen Flotte),
- Flotten-Flaggoffizier 2. Ranges I.K. Koschanow (Kommandeur der Schwarzmeerflotte),
- Flaggoffizier 1. Ranges I.M. Ludri (Stellvertretender Kommandeur der Seestreitkräfte),
- Flaggoffizier 1. Ranges K.I. Duschenow (Kommandeur der Nordmeerflottille),
- Flaggoffizier 1. Ranges I.N. Kadatski-Rudnew (Kommandeur der Amurflottille)
- und Flaggoffizier 1. Ranges G.P. Kirejew (Stellvertretender Kommandeur der Pazifikflotte).

Von diesen Offizieren überlebte einzig Galler die Jahre des Großen Terrors. Die nachrückenden jüngeren Offiziere verfügten kaum über genügend Erfahrung. So war zum Beispiel Konteradmiral A.G. Golowko bei seiner Ernennung zum Kommandeur der Nordflotte 1940 gerade einmal 34 Jahre alt und konnte auf nicht mehr als 13 Dienstjahre zurückblicken.
Etwa 11.000 Verhaftete wurden zwischen 1939 und 1941 wieder in den Militärdienst übernommen, denn die umfangreichen „Säuberungen“ der Roten Armee hatten deren Schlagkraft im Winterkrieg gegen Finnland (1939/40) und im Krieg gegen das nationalsozialistische Deutschland (1941–1945) erheblich geschwächt. Diese Schwächung lag unter anderem auch an der weniger guten Qualifikation der nachrückenden Offiziere. In einem internen Bericht vom Dezember 1940 ließ der Chef der Verwaltung „Gefechtsausbildung“ mitteilen, dass von 225 zu einem Lehrgang herangezogenen Regimentskommandeuren tatsächlich nur 25 die eigentliche Offiziersausbildung absolviert hatten, alle anderen kamen aus Lehrgängen für Unterleutnante oder Reservisten. Kurz darauf kam es bedingt durch die Repressionen zu einer erneuten Beförderungswelle, als am 7. und 8. März 1941 4 Armeebefehlshaber, 42 Korpskommandeure und 117 Divisionskommandeure neu ernannt wurden. Diesen blieben lediglich drei Monate Zeit, um sich in die höheren Dienstposten einzuarbeiten. Zugleich wurde der Umfang der Streitkräfte weiter erhöht, so dass der Bestand an Offizieren kontinuierlich abnahm. Man versuchte dies durch die Einberufung von Reservisten und die Einrichtung weiterer Lehrgänge zu beheben, doch alle diese Maßnahmen gingen zu Lasten der Kompetenz des Offizierskorps. 1941 betrug der Fehlbestand in den Landstreitkräften noch 16 Prozent, in den westlichen Grenzbezirken allein gerechnet waren es sogar 17 bis 25 Prozent. Die Luftstreitkräfte verzeichneten einen Fehlbestand von 32,3 Prozent des flugtechnischen Personals und in der Flotte fehlten 22,4 Prozent des Personals. Selbst von den vorhandenen Offizieren waren etwa 75 Prozent seit weniger als einem Jahr auf ihren Posten. Sie mussten daher kurz nach der Ausbildung und ohne tiefergehende Führungserfahrung auf den ihnen zugeteilten Positionen in den Krieg gegen das Deutsche Reich ziehen.

#### „Säuberungen“ weiterer Eliten
Der Große Terror erfasste auch Wissenschaftler. Zu ihnen gehörten die beiden Luft- beziehungsweise Raumfahrtingenieure Andrei Tupolew und Sergei Koroljow. Tupolew wurde 1937, Koroljow 1938 verhaftet. Verurteilt wurden sie wegen angeblichen Hochverrats bzw. der Vorbereitung eines Attentats auf Stalin. Später mussten sie in einer „Scharaschka“ arbeiten, einem vom NKWD betriebenen Forschungszentrum. Dieser spezielle Lagertyp wurde von Solschenizyn in dem Roman Der erste Kreis der Hölle aus eigener Erfahrung beschrieben.
Verhaftungen, langjährige Haftstrafen und Hinrichtungen trafen auch die sowjetischen Astronomen. Mehr als zwei Dutzend ihrer führenden Vertreter waren betroffen, unter anderem viele Fachleute des Pulkowo-Observatoriums bei Leningrad, das von den „Säuberungen“ tief in seiner Substanz getroffen wurde. Weil sie bei der Volkszählung von 1937 Zahlen ermittelten, die hinter vorherigen „Erfolgsmeldungen“ Stalins zurückblieben, wurden die für diesen Zensus verantwortlichen führenden Statistiker der Sowjetunion verhaftet und exekutiert. Die Volkszählung wurde annulliert.

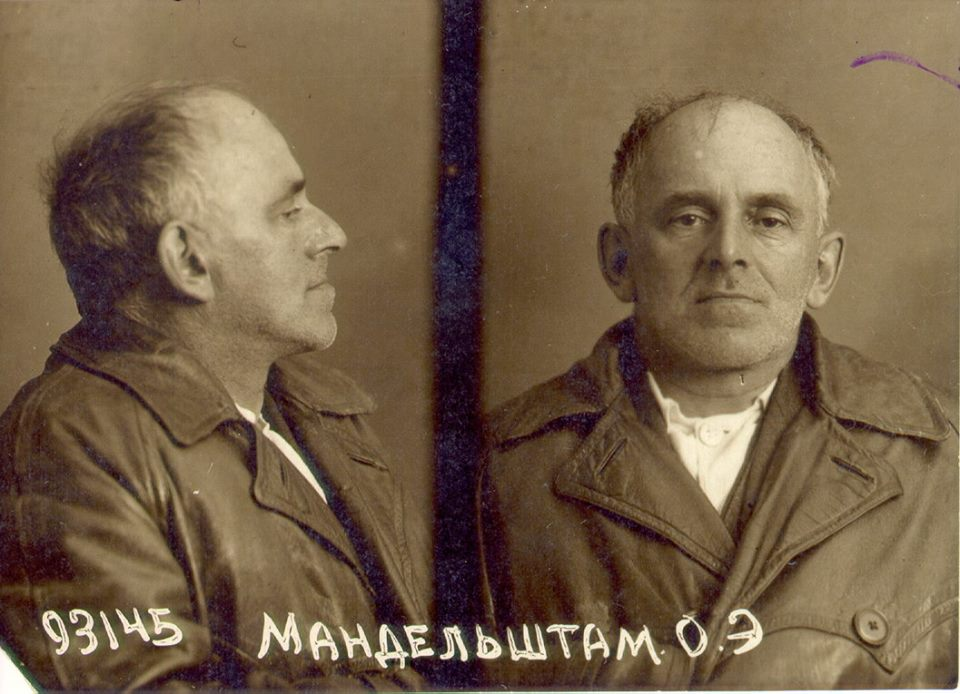
NKWD-Fotos des verhafteten Ossip Mandelstam (1938)

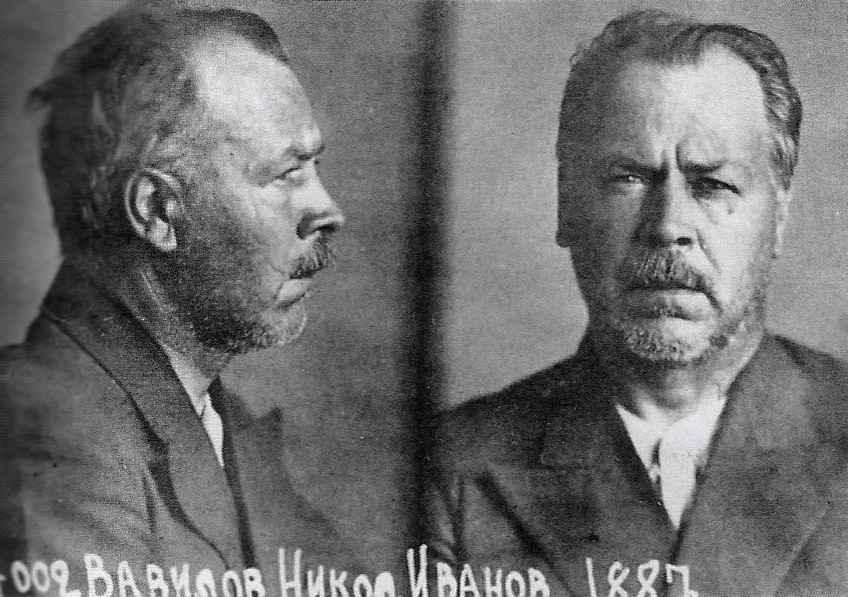
Aufnahmen des verhafteten Nikolai Wawilow (1942)

Auch die Gruppe der Schriftsteller, Publizisten, Journalisten und Theaterleute litt unter den Säuberungen. Rund 2000 Mitglieder des sowjetischen Schriftstellerverbands wurden verhaftet und zur Zwangsarbeit im Gulag oder zum Tode verurteilt. Zu den bekanntesten Opfern gehörten Ossip Mandelstam, Boris Pilnjak, Isaak Babel und Tizian Tabidse. Der bekannteste Regisseur, der im Zuge des Großen Terrors hingerichtet wurde, war Wsewolod Meyerhold. Er hatte es zuvor abgelehnt, öffentlich Selbstkritik zu üben. Musiker waren ebenfalls von den Repressionen betroffen, beispielsweise der Dirigent Ewgeni Mikeladse und der Komponist Nikolai Schiljajew.
Die Jeschowschtschina erreichte auch die Geschichtswissenschaft. Alle Schüler des bereits 1932 verstorbenen marxistischen Historikers Michail Pokrowski galten ab Mitte 1934 als „Feinde des Volkes“. Mehrere Hundert Biologen wurden Repressionen ausgesetzt, weil sie den von Stalin gutgeheißenen Behauptungen des Lyssenkoismus nicht folgen wollten. Bekanntestes Opfer war der Botaniker Nikolai Wawilow. Der Große Terror verursachte auch unter den Geologen des Landes einen tiefen Einschnitt. Von Beginn bis Ende der Sowjetunion wurden insgesamt 968 Geologen Opfer von Verfolgung. Rund 560 bis 600 dieser Repressionen entfielen auf die Jahre 1936 bis 1938. Die Strafe reichte dabei vom einfachen Verlust des Arbeitsplatzes bis hin zur Exekution. Oftmals wurden gegen Geologen langjährige Haftstrafen verhängt.
Eine weitere Zielgruppe des Großen Terrors waren Geistliche. Diese galten als entschiedene Gegner des Sowjetsystems mit beachtlichem Einfluss auf die Bevölkerung. Nach der annullierten Volkszählung von 1937 bezeichneten sich 55 Millionen Menschen über 16 Jahre als religiös – eine Quote von 57 Prozent. Sogar 44,4 Prozent der 20- bis 29-Jährigen gaben an, sie seien gläubig. Das waren Menschen, die unter kommunistischer Herrschaft sozialisiert worden waren.
Jemeljan Jaroslawski, der Vorsitzende des Verbands der kämpfenden Gottlosen, behauptete 1937, im Lande gebe es noch immer 39.000 religiöse Organisationen mit rund einer Million Aktivisten. Partei und Staat holten daraufhin zu einem weiteren Schlag gegen das religiöse Leben aus: Allein im Jahr 1937 verhafteten NKWD-Angehörige 136.900 russisch-orthodoxe Priester, 85.300 von ihnen wurden erschossen. Allein auf dem NKWD-Schießplatz in Butowo wurden in den Monaten des Großen Terrors 374 kirchliche Würdenträger exekutiert – vom Diakon bis hin zum Metropoliten. 1936 standen rund 20.000 Kirchengebäude und Moscheen zum Zwecke der Religionsausübung offen, bis 1941 sank diese Zahl auf unter 1000. 1941 waren offiziell nur noch 5665 Geistliche registriert – rund die Hälfte von ihnen befand sich 1941 in Regionen, die 1936 noch nicht zur Sowjetunion gehört hatten, zum Beispiel in Ostpolen, im Baltikum, in Bessarabien oder in der nördlichen Bukowina.

### Massenoperationen

#### „Kulakenoperation“

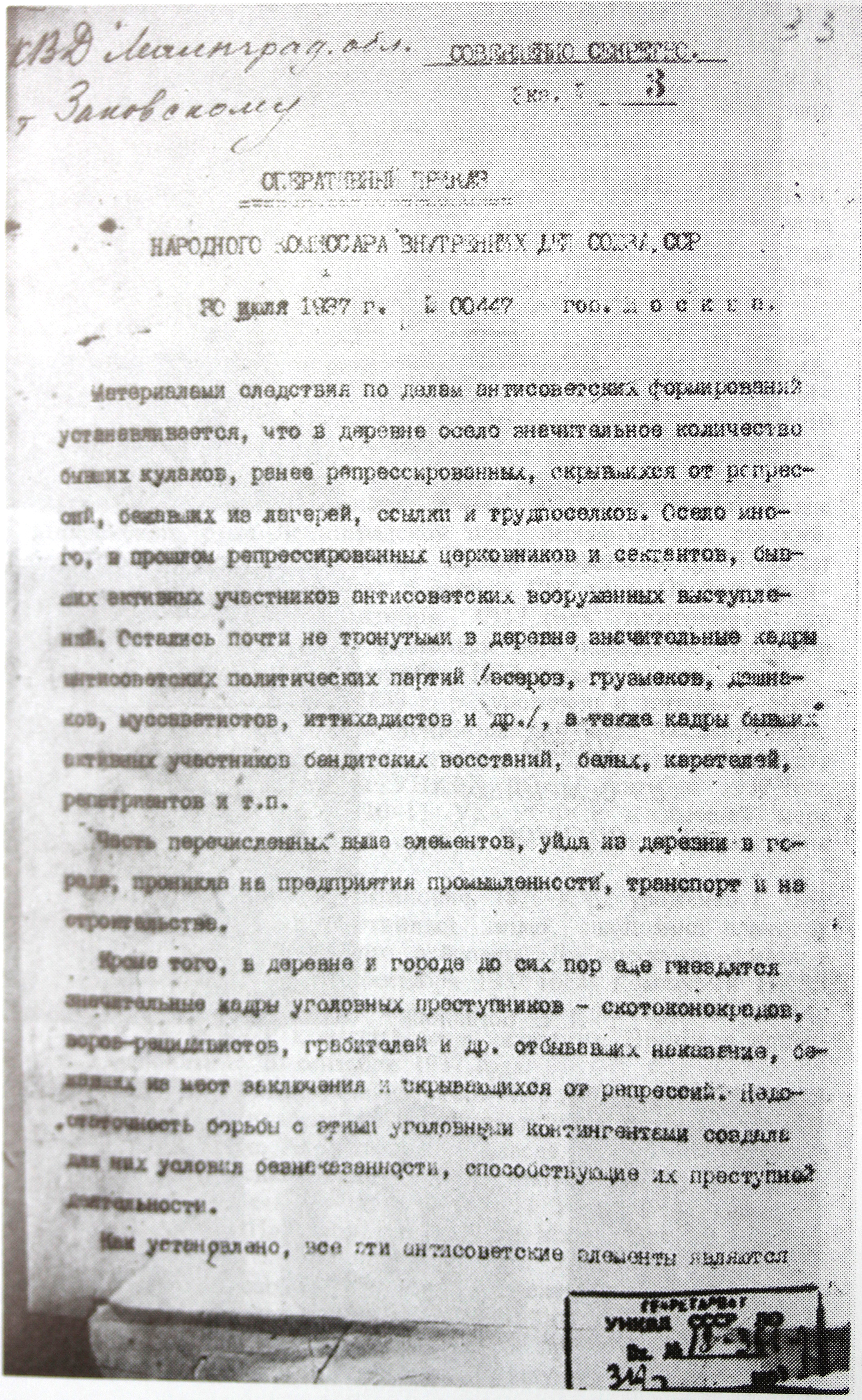
NKWD-Befehl Nr. 00447

Am 30. Juli 1937 unterzeichnete Nikolai Jeschow in seiner Funktion als Geheimdienst-Chef den NKWD-Befehl Nr. 00447. Dieser von Jeschows Stellvertreter Michail Frinowski vorbereitete Befehl „Über die Operation zur Repression ehemaliger Kulaken, Krimineller und anderer antisowjetischer Elemente“ wurde einen Tag später vom Politbüro der KPdSU abgesegnet.
Ziel des im NKWD-Jargon „Kulakenoperation“ genannten Massenterrors war es, alle Personen endgültig zu vernichten, die als traditionelle Feinde der Machthaber galten. In seiner einleitenden Bemerkung formulierte Jeschow, dass „diese ganze Bande antisowjetischer Elemente ohne die geringste Schonung zu zerschlagen“ sei. Dem „niederträchtigen, zersetzenden Treiben“ der zu Repressierenden sei „ein für allemal“ ein Ende zu setzen. Zur Zielgruppe der „Kulakenoperation“ zählten insbesondere
- aus der Verbannung nach Fristablauf zurückgekehrte oder geflohene ehemalige Kulaken,
- Mitglieder von früheren Aufstandsorganisationen,
- ehemalige Weißgardisten,
- vormalige Mitglieder nicht-bolschewistischer Parteien,
- frühere Angehörige zaristischer Straforgane,
- ehemalige Beamte des Zarenreiches.

Dazu zählten neben diesen „Ehemaligen“ auch „sozial schädliche Elemente“ wie
- kriminelle Wiederholungstäter,
- sogenannte Banditen,
- Berufsschmuggler,
- Spekulanten,
- Räuber,
- Vieh- und Pferdediebe,
- Anhänger von Sekten und Kirchenmitglieder,
- andere, vorgeblich „konterrevolutionär“ eingestellte Personen, denen nachgesagt wurde, sich in Lagern aktiv gegen die Sowjetunion zu betätigen.

Auf Republiks-, Regions- beziehungsweise Gebietsebene standen im ganzen Land bereits Troikas fest. Sie entschieden über die Bestrafung der Verhafteten und bestanden aus dem jeweiligen Parteisekretär, dem Repräsentanten des NKWD und dem Staatsanwalt. Für jede der territorialen Einheiten nannte der Befehl genaue Opferquoten. 75.950 Personen sollten demnach als Angehörige der „Kategorie 1“ erschossen werden. Weitere 193.000 „Elemente“ der „Kategorie 2“ seien zu acht bis zehn Jahren Lagerhaft zu verurteilen. Die Operation sollte innerhalb von vier Monaten durchgeführt werden, insgesamt dauerte diese Massenoperation bis November 1938. Im Laufe dieser Zeit baten die lokalen Partei- und NKWD-Führer die Moskauer Zentrale immer wieder um die Erhöhung der Quoten. Auf der Grundlage des NKWD-Befehls Nr. 00447 wurden schließlich insgesamt etwa 800.000 Menschen verfolgt, 350.000 bis 400.000 von ihnen wurden erschossen.

#### Ethnische Säuberungen

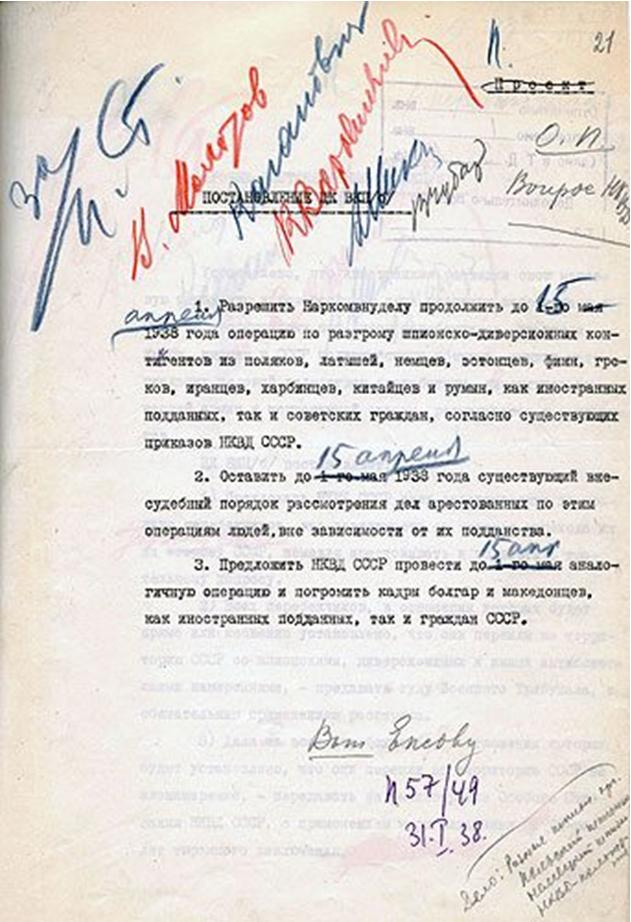
Beschluss des Politbüros des ZK der KPdSU vom 31. Januar 1938 die sogenannten nationalen Operationen betreffend, signiert von Stalin, Molotow, Kaganowitsch, Woroschilow, Mikojan und Tschubar

Neben der „Kulakenoperation“ sind zwölf weitere Massenoperationen bekannt, die ebenfalls unter Ausschluss der Öffentlichkeit durchgeführt wurden. Überwiegend waren sie gegen ethnisch definierte Personengruppen gerichtet und hatten Diaspora-Nationalitäten im Blick. Die sogenannten „nationalen Operationen“ kannten keine Quoten beziehungsweise Limits. Fünf entsprechende Befehle sind neben dem NKWD-Befehl Nr. 00447 mittlerweile publiziert worden.
Bereits am 25. Juli 1937, also noch vor der „Kulakenoperation“, wurde der geheime NKWD-Befehl Nr. 00439 in Kraft gesetzt, eine Order mit dem offiziellen Titel: „Operation zur Ergreifung von Repressivmaßnahmen an deutschen Staatsangehörigen, die der Spionage gegen die UdSSR verdächtig sind“. Die sogenannte „Deutsche Operation“ richtete sich dem Befehlstext nach gegen Agenten und Spione des Deutschen Reiches, insbesondere in Rüstungsbetrieben und im Eisenbahnwesen. Tatsächlich jedoch betrafen die Maßnahmen Sowjetbürger deutscher Abstammung, deutsche Spezialisten, die Anfang der 1930er-Jahre in die Sowjetunion gekommen waren, um beim sozialistischen Aufbau zu helfen, Emigranten aus Deutschland – auch Mitglieder der Kommunistischen Partei Deutschlands – sowie jeden, der berufliche oder persönliche Beziehungen zu Deutschland oder Deutschen unterhielt. Deutsche und Personen mit Kontakten nach Deutschland galten als verdächtig, weil das nationalsozialistische Deutschland immer wieder seine antisowjetischen Absichten kundgetan hatte. Das Deutsche Reich und damit potenziell alle Deutschen wurden in der Terminologie der die Massenoperationen begründenden NKWD-Befehle zum „Hauptfeind“ der Sowjetunion. 55.005 Personen wurden auf der Grundlage dieses Befehls verurteilt, 41.898 von ihnen wurden erschossen, 13.107 erhielten eine Haftstrafe zwischen fünf und zehn Jahren.

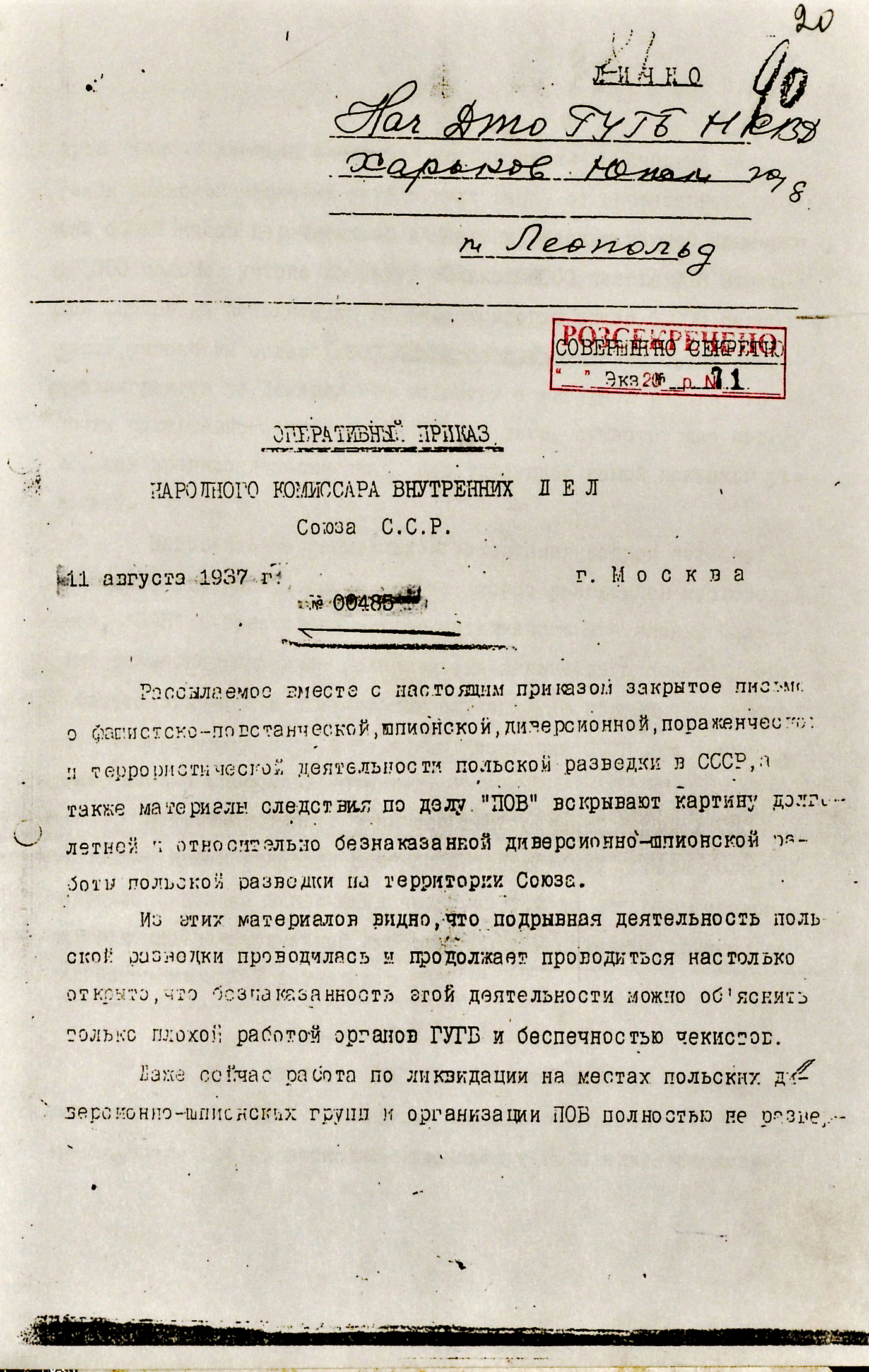
NKWD-Befehl Nr. 00485

Am 11. August 1937 begann die sogenannte „Polnische Operation“ durch die Unterzeichnung des NKWD-Befehls Nr. 00485 „Über die Liquidierung polnischer Sabotage- und Spionage-Gruppen und Organisationen der POW (Polnische Militär-Organisation)“. Dieser Befehl, dem ein 30 Seiten langer erläuternder Brief – abgesegnet von Stalin und unterzeichnet von Jeschow – beigefügt wurde, unterstellte die Existenz einer entsprechenden, in der Sowjetunion subversiv tätigen militärischen Organisation des polnischen Staates. In der Realität diente der Befehl zur massenhaften Repression von Sowjetbürgern polnischer Herkunft oder mit polnisch klingenden Namen sowie von Sowjetbürgern mit Arbeitskontakten oder privaten Verbindungen nach Polen. Außerdem waren Bewohner des sowjetisch-polnischen Grenzgebiets besonders gefährdet. All diese Menschen gerieten in Verdacht, weil Polen von der Führung der Sowjetunion als Feind wahrgenommen wurde. Die 14 Monate andauernde „Polnische Operation“ war die weitaus größte aller „nationalen Operationen“ des NKWD. Dabei wurden 143.810 Personen verhaftet, 139.885 wurden verurteilt, 111.091 Verurteilte wurden erschossen.
Kurz darauf, am 20. September 1937, folgte NKWD-Befehl Nr. 00593. Dieser Befehl mit dem Titel „Über Maßnahmen im Zusammenhang mit terroristischen Aktivitäten sowie Sabotage- und Spionage-Tätigkeiten der japanischen Agentenschaft aus den Reihen der sogenannten Charbiner“ zielte auf die Personengruppe der Charbiner, benannt nach der mandschurischen Stadt Harbin. Dies waren Sowjetbürger, die ab 1935, nach dem Verkauf der Chinesischen Osteisenbahn durch die Sowjetunion an Japan, in die Sowjetunion zurückgekehrt waren. Zuvor hatten sie als Ingenieure, Angestellte oder Bahnarbeiter bei dieser Bahngesellschaft gearbeitet. Das NKWD und die Führungsriege der KPdSU unterstellten ihnen, im Sold des japanischen Geheimdienstes zu stehen. Im Rahmen dieser „nationalen Operation“ wurden insgesamt 46.317 Menschen verurteilt, davon 30.992 zum Tod durch Erschießung.
Das NKWD-Rundschreiben Nr. 49990 datiert vom 30. November 1937. Basierend auf dieser Order verfolgten NKWD-Angehörige im Zuge der „Lettischen Operation“ ab dem 3. Dezember 1937 Sowjetbürger mit lettischen Wurzeln sowie lettische Emigranten unter dem Vorwand, diese betrieben Spionage zugunsten Lettlands – aus der Sicht der sowjetischen Staatsführung ebenfalls ein Feindstaat. 22.360 Personen wurden verurteilt, gegen 16.573 von ihnen wurde die Todesstrafe verhängt.
Während des Großen Terrors sind nicht nur die bereits genannten Gruppen Zielscheibe von NKWD-Massenoperationen gewesen. Ein Beschluss des Politbüros des Zentralkomitees der KPdSU vom 31. Januar 1938 nannte insgesamt zwölf ethnisch definierte Operationen: Neben Polen, Letten und Deutschen waren auch Esten, Finnen, Griechen, Iraner, Charbiner, Chinesen, Rumänen, Bulgaren und Mazedonier von ethnischen Säuberungen betroffen. Im Mai 1938 wurden diese Operationen um ein afghanisches „Kontingent“ ergänzt.
Eine weitere ethnische Gruppe wurde Opfer von Massenrepressionen: Am 21. August 1937 beschloss das Politbüro, alle im russischen Fernen Osten lebenden Koreaner (die sogenannten Korjo-Saram), zusammen mehr als 170.000 Personen, zu verhaften und in kaum bewohnte Gegenden Zentralasiens zu deportieren. Als Grund wurde in der entsprechenden Direktive der Schutz vor Aktivitäten des japanischen Geheimdienstes angegeben. Stalin erteilte dem für die Deportationsmaßnahme verantwortlichen NKWD-Funktionär direkte Anweisungen.
Die Zahl der im Zuge „nationaler Operationen“ ermordeten Personen wird auf 350.000 bis 365.000 geschätzt.

#### Verfolgung durch Miliztroikas
Neben der „Kulakenoperation“ und den „nationalen Operationen“ betätigte sich auch die Miliz an den Verfolgungen. Sie bildete ebenfalls Troikas, die Bürger der Sowjetunion verurteilten. Oft galten die entsprechenden Personen als Kleinkriminelle oder Personen mit sozial abweichendem Verhalten („sozialschädliche Elemente“). Die Miliztroikas durften allerdings keine Todesstrafen verhängen. Die Zahl der Opfer dieser Dreiergremien, deren Wirken bislang kaum erforscht ist, wird auf 420.000 bis 450.000 geschätzt.

#### Sippenhaft

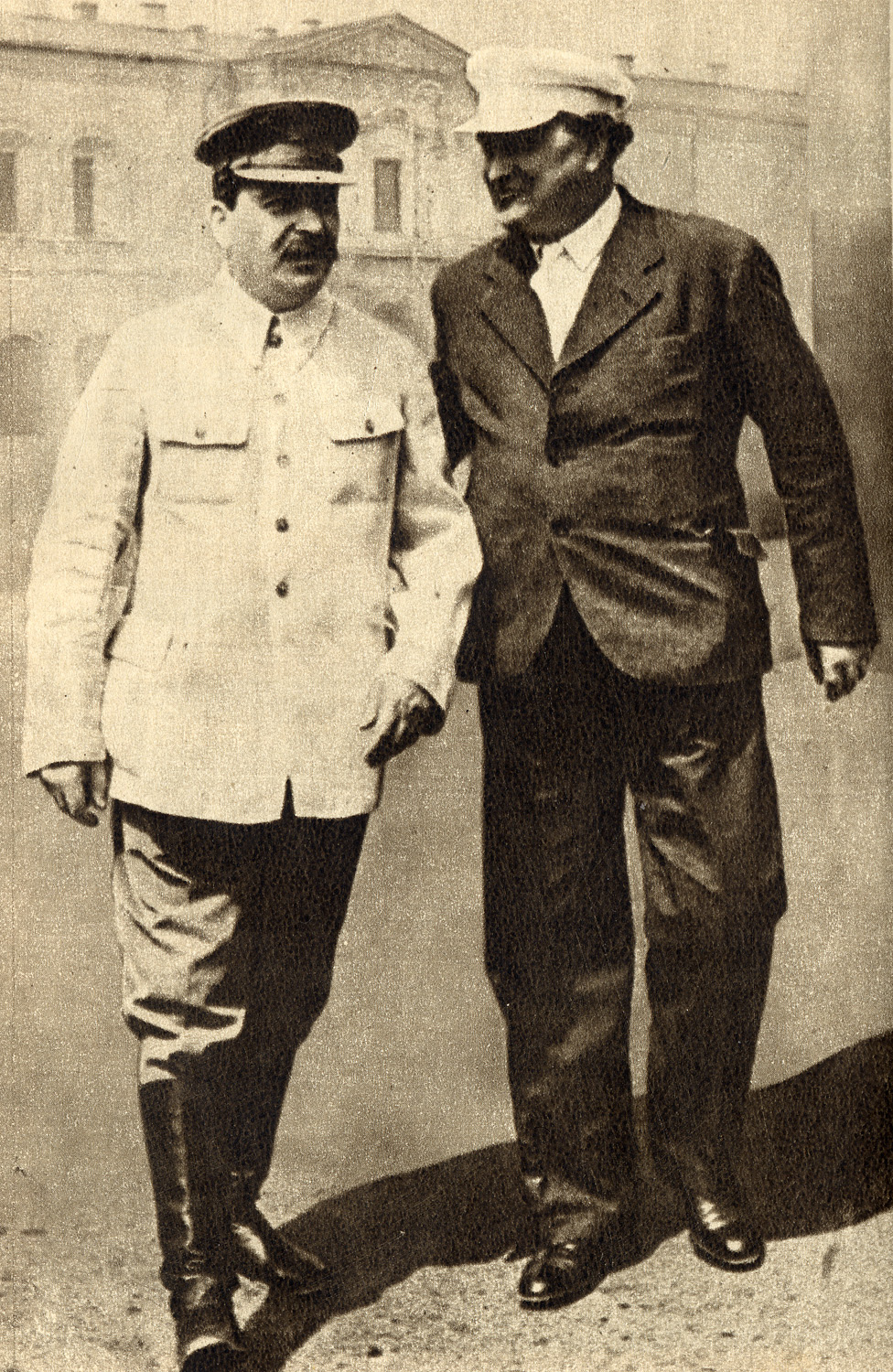
Stalin und Dimitrow (rechts) in Moskau (1936)

Die Massenoperationen des NKWD waren in vollem Gange, als Stalin am 7. November 1937 anlässlich der Feiern zum zwanzigsten Jahrestag der Oktoberrevolution im Kreis hoher Funktionäre die Vernichtung aller Feinde verkündete. Auch deren Familien und Angehörige hätten dieses Schicksal zu teilen. Georgi Dimitrow zitierte Stalin unter dem Datum vom 7. November in seinem Tagebuch:

„Wir werden jeden dieser Feinde vernichten, sei er auch ein alter Bolschewik, wir werden seine Sippe, seine Familie komplett vernichten. Jeden, der mit seinen Taten und in Gedanken einen Anschlag auf die Einheit des sozialistischen Staates unternimmt, werden wir erbarmungslos vernichten. Auf die Vernichtung aller Feinde, ihrer selbst, ihrer Sippe – bis zum Ende! (Zustimmende Ausrufe: Auf den großen Stalin!)“

Das Prinzip der Sippenhaft wurde nicht erst während der Jeschowschtschina angewandt, es galt bereits seit 1921. Seither war das Ziel, potenziell feindliche Aktivitäten von vornherein wirksam zu unterbinden. Anfang der 1930er-Jahre waren von Deportationen der Entkulakisierungskampagne stets ganze Familien betroffen. Ab Anfang 1933 wurden nach der Einführung von Inlandspässen ebenfalls ganze Familien aus Städten mit Sonderstatus verbannt. Am 20. Juli 1934 wurde Artikel 58 des Strafgesetzbuches der Russischen Sozialistischen Föderativen Sowjetrepublik (RSFSR) um einen Passus ergänzt, der „Familienmitgliedern von Volksfeinden“ mit Bestrafung drohte. Die ethnischen „Säuberungen“ des Jahres 1935 in Grenzgebieten betrafen ebenfalls ganze Familien.
Nachdem der Befehl 00447 die Verfolgung von Familienangehörigen nur in Ausnahmefällen zugelassen hatte, bekräftige das NKWD am 15. August 1937 das Prinzip der Sippenhaft durch den NKWD-Befehl Nr. 00486 „Über die Operation zur Repressierung der Ehefrauen und Kinder von Vaterlandsverrätern“. Zunächst galt dieser Befehl nur für Angehörige von Personen, die vom Militärkollegium und von Kriegsgerichten der UdSSR verurteilt worden waren – er zielte damit vor allem auf die Familien verfolgter Kader und Eliten.
Die Order sah für Ehefrauen oder Lebenspartnerinnen eine Lagerhaftstrafe von fünf bis acht Jahren vor. Jugendliche über 15 Jahren waren zusammen mit ihren Müttern zu verhaften und ebenfalls zu verurteilen. Kinder unter 15 Jahren wurden von ihren Eltern getrennt und – zwecks „Delokalisierung“, so der Behördenjargon – in weit entfernte Kinderkrippen oder Kinderheime eingewiesen. Die politische Entwicklung dieser Kinder unterlag strenger Beobachtung. Von Untersuchungshaft blieben Schwangere, Stillende, Schwerkranke und Greisinnen ausgenommen. Sie wurden sofort in Sonderlager verbracht.
Nach Statistiken des NKWD wurden mehr als 18.000 Ehefrauen auf Basis dieses Befehls verfolgt. Die Angaben und Schätzungen über die betroffenen Kinder schwanken, sie reichen von 20.000 über „Zehntausende“ bis hin zu 150.000 und 300.000.

### Mechanismen und Merkmale

#### Rückgriff auf Registraturen
Beim Aufspüren von realen und angeblichen Feinden griffen die NKWD-Mitarbeiter auf Datenmaterial zurück, das seit Anfang der 1920er-Jahre zusammengetragen worden war. Jede regionale Abteilung des NKWD beziehungsweise seiner Vorgängerorganisationen verfügte über ein Register mit „feindlichen Kategorien“.
Hier waren Personen erfasst, die als zaristische Beamte tätig gewesen waren, als Weißgardisten gekämpft, an Bauernaufständen teilgenommen hatten, die nach Russland remigriert oder aus politischen Gründen ins Land eingewandert, aus österreichisch-ungarischer oder deutscher Kriegsgefangenschaft zurückgekehrt, als Geistliche verurteilt oder als entkulakisierte Bauern verhaftet worden waren. Außerdem waren Sowjetbürger registriert, die im Ausland gelebt hatten, ferner von ihrem Deportationsort entflohene „Kulaken“ und aus politischen Gründen Verbannte. Auch Personen, denen die Behörden das Wahlrecht entzogen hatten, waren vermerkt sowie alle aus der KPdSU ausgeschlossenen Kommunisten.

#### Troika, Dwoika und Albummethode
Für die Urteile während der „Kulakenoperation“ sorgten die lokalen Troikas, deren Zusammensetzung das Politbüro am 31. Juli 1937 abgesegnet hatte. In ihnen spielte de facto der Vertreter des NKWD die entscheidende Rolle. Oft entschied er allein über die Verhängung der Todes- beziehungsweise die Länge der Haftstrafe, die anderen Mitglieder beschränkten sich häufig auf die Unterschrift unter die fertigen Urteile. Eine Würdigung der Einzelfälle fand nicht statt. Vielfach erledigten Troikas ein Pensum von mehreren Hundert Fällen pro Sitzung. Es kam vor, dass über tausend Fälle in einer Verhandlung abgeurteilt wurden. Eine Verteidigung der Angeklagten war nicht vorgesehen, ein Berufungsrecht stand den Verurteilten ebenfalls nicht zu. Den Verurteilten wurde das jeweilige Urteil nicht präsentiert.
In den „nationalen Operationen“ übernahmen sogenannte Dwoikas aus zwei Personen auf lokaler Ebene diese Aufgabe. Sie bestanden aus dem NKWD-Chef und dem Staatsanwalt einer Region. Diese Gremien waren nicht befugt, endgültige Urteile zu verhängen. Ihre Strafvorschläge, die in gleicher Weise zustande kamen wie die Urteile der durch NKWD-Befehl Nr. 00447 eingerichteten Troikas, mussten von der sogenannten „Großen Dwoika“ in Moskau bestätigt werden, die aus Jeschow und Wyschinski bestand.
Jeder Fall, den die lokalen Dwoikas der „nationalen Operationen“ behandelten, wurde darum in wenigen Zeilen zusammengefasst. Diese Quintessenz enthielt knappe Angaben über die Identität des Beklagten, sein angebliches Verbrechen und die vorgeschlagene Bestrafung. Sie wurde kopiert und in ein spezielles „Album“ übertragen – so die Begrifflichkeit des NKWD. War ein „Album“ voll, brachte es ein NKWD-Kurier nach Moskau. Ein solches „Album“ enthielt mehrere hundert Fälle. Weder Jeschow noch Wyschinski fanden die Zeit, jeden Einzelfall zu bewerten. Diese Arbeit übernahmen stellvertretend hohe NKWD-Funktionäre. In 99 Prozent aller Fälle bestätigten sie die vorgeschlagenen Urteile. Die Aufgabe von Jeschow und Wyschinski bestand in der Praxis lediglich darin, die letzte Seite eines solchen Albums abzuzeichnen. Dennoch bildete sich durch die Einbindung von Jeschow und Wyschinski ein enormer Bearbeitungsstau. Im Juli 1938 harrten mehrere Hundert „Alben“ mit zusammen mehr als 100.000 Fällen der Unterschrift.
Weil sich Beschwerden aus den Provinzen über überfüllte Gefängnisse häuften, untersagte das Politbüro am 15. September 1938 die „Albummethode“ und ließ „Sondertroikas“ einrichten. An die Seite der Dwoika-Mitglieder (Staatsanwalt und lokaler Repräsentant des NKWD) trat der lokale Parteisekretär. Die personelle Besetzung dieser Sondertroikas benötigte keine Bestätigung durch das Politbüro. Die Aufgabe der Sondertroikas bestand darin, den Rückstau zügig abzuarbeiten, der durch die „Albummethode“ entstanden war. Dafür räumte ihnen das Politbüro eine Frist bis zum 15. November 1938 ein. Über 105.000 Personen wurden durch die Sondertroikas verurteilt, über 72.000 von ihnen wurden erschossen. Nur 135 Menschen wurden aus der Haft entlassen. Im Grunde bestätigten die Sondertroikas nur die Empfehlungen, die zwei ihrer Mitglieder als Dwoika zuvor gemacht hatten.

#### Täter

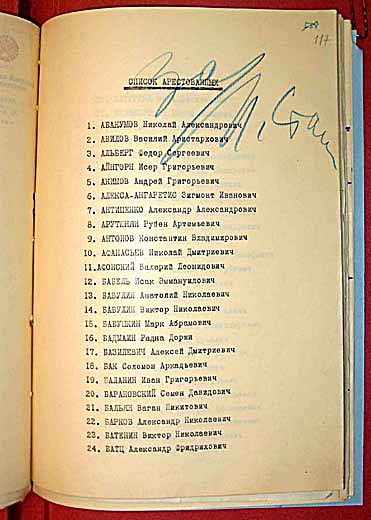
Erste Seite einer Liste von 1940 mit den Namen von 346 zur Erschießung vorgesehener Personen. Als Nummer 12 ist der sowjetische Journalist und Schriftsteller Isaak Babel genannt. Stalin bestätigt die Liste mit einem „dafür“ und seiner Unterschrift.

Die zentrale Verantwortung für die Massenoperationen und die „Säuberungen“ kam dem Politbüro der KPdSU zu. Es erteilte die Anweisungen zur Durchführung der Operationen, bestätigte die entsprechenden NKWD-Befehle und billigte die wichtigsten Schau- und Geheimprozesse gegen hohe Funktionäre. Zudem bestätigte es die Urteile des Militärkollegiums des Obersten Gerichts der UdSSR und von Militärtribunalen sowie weiteren Gerichten. Ferner gab es den Troikas vor Ort durch die Vorgabe von Quoten und durch Genehmigung von Quotenerweiterungen einen Handlungsrahmen vor. Hinzu kommt, dass Mitglieder des Politbüros umfangreiche Listen mit Todesurteilen und langen Haftstrafen persönlich abzeichneten. Diese Listen mit etwa 44.500 Namen von Opfern befinden sich seit 1991 im Archiv des Präsidenten der Russischen Föderation.
Die Unterschrift Stalins findet sich auf 383 solcher Listen. Zwischen Februar 1937 und Oktober 1938 fanden sich auf diesen Listen die Namen von 44.477 führenden Armeeoffizieren, NKWD-Führern und Staatsfunktionären. 38.955 wurden ohne Gerichtsverfahren erschossen, nachdem Stalin auf den Listen ihre Namen markiert hatte. Wjatscheslaw Molotow unterzeichnete 373, Kliment Woroschilow unterschrieb 195, Lasar Kaganowitsch 191 und Anastas Mikojan 62 Listen. Die besondere Verantwortung des Politbüros zeigte sich auch in Reisen, die Politbüromitglieder in die Provinz unternahmen, um die Durchführungen der Massenaktionen zu überwachen:
- Kaganowitsch fuhr zu diesem Zweck nach Tscheljabinsk, Jaroslawl, Iwanowo und in den Donbass.
- Andrei Schdanow begab sich nach Baschkirien, Tatarien und in das Orenburger Gebiet.
- Mikojan fuhr nach Armenien,
- Andrei Andrejew nach Usbekistan, Tadschikistan und in den Nordkaukasus.[94]
- Auch Woroschilow, Molotow, Lawrenti Beria und Georgi Malenkow unternahmen solche Reisen.[95]

Stalin als der unangefochtene „Woschd“ (russ. für ‚Führer‘) unterzeichnete nicht nur die meisten der Urteilslisten, er war auch der Autor der meisten Beschlüsse des Politbüros, die dem Großen Terror zugrunde lagen. Häufig entschied er damit verbundene Fragen im Alleingang. Jeschow, der von der sowjetischen Propaganda als „eiserne Faust“ gezeichnet wurde, trieb das NKWD immer wieder zu vermehrten Anstrengungen im Kampf gegen „Feinde“ an. Zwar wurden Städte, Kolchosen und Betriebe nach ihm benannt, doch blieb er in den Monaten des Großen Terrors ein hochrangiger Funktionär, der jederzeit von Stalin kontrolliert wurde.

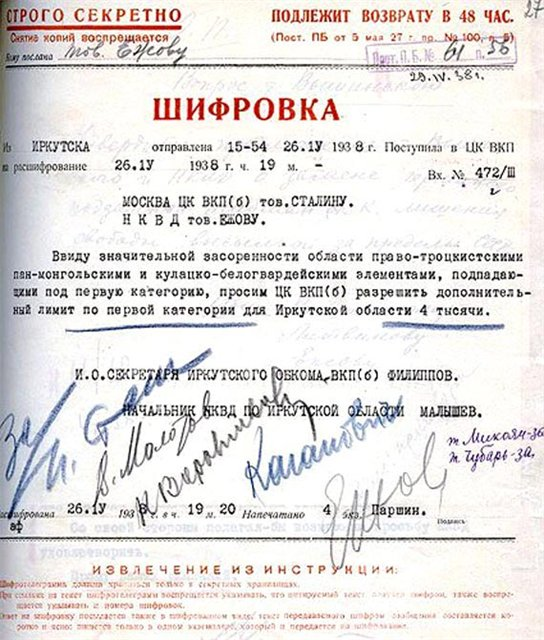
Am 26. April 1938 bitten die Irkutsker Vertreter von Partei und NKWD das Zentralkomitee in Moskau per Telegramm, die Quote der Personen, die gemäß NKWD-Befehl Nr. 00447 erschossen werden sollen, um 4000 Personen zu erhöhen. Dieser Bitte wird am 29. April 1938 vom Politbüro entsprochen (weiteres siehe Bildbeschreibung).

Im Rahmen dieser zentralen Steuerung hat es für kommunistische Funktionäre und NKWD-Vertreter vor Ort immer wieder Möglichkeiten zur Gestaltung von Ausmaß und Zielrichtung des Großen Terrors gegeben. Dies zeigte sich beispielsweise bei der Festlegung von Strafquoten für den NKWD-Befehl Nr. 00447. Die regionalen Parteiführer schickten die entsprechenden Vorschläge im Juli 1937 nach Moskau. Chruschtschow, damals KP-Sekretär von Moskau und Mitglied der Moskauer Troika, meldete die höchsten Zahlen: 8500 für „Kategorie 1“ (Erschießung) und 32.805 für „Kategorie 2“ (acht bis zehn Jahre Lagerhaft). Er beabsichtigte zudem, die „Kulakenoperation“ zu einem Feldzug gegen „Kriminelle“ zu machen, denn das Verhältnis von „Kulaken“ und „Kriminellen“ betrug in den Moskauer Listen ungefähr eins zu vier. Die Parteiführer baten ferner immer wieder um die Erhöhung dieser Quoten. Auch NKWD-Kader, die sich häufig einen regelrechten Wettbewerb um „Erfolgsmeldungen“ bei den „Massenoperationen“ lieferten, verfielen auf eigenwillige Lösungen, wenn ihnen nicht genug Opfer zur Verfügung standen. Aktenkundig sind Fälle, bei denen neue numerische Zielvorgaben für Verhaftungen einfach analog der Beschäftigungsstatistik auf die Bevölkerung umgelegt wurden. Der NKWD-Leiter von Aschgabat griff zu einer noch simpleren Lösung: Er ließ einen Markt absperren und sämtliche Passanten und Einkäufer abführen. In Turkmenien nutzte ein NKWD-Befehlshaber einen Fabrikbrand zur Erschließung neuer Opfer der Jeschowschtschina, indem er alle auf dem Fabrikgelände Anwesenden verhaften ließ. In Swerdlowsk nahmen die lokalen Behörden einen angeblich von „weißgardistischen Kulaken“ gelegten Waldbrand zum Anlass, um Moskau um die Aufstockung der Verurteilungsquote um 3000 Personen zu bitten, 2000 Personen dieses zusätzlichen „Kontingents“ waren zur Erschießung vorgesehen.
Die Führungskräfte des NKWD als Transmissionsriemen zwischen der politischen und der geheimdienstlichen Zentrale in Moskau einerseits und den einfachen NKWD-Angehörigen in Städten und ländlichen Regionen andererseits waren altgediente Tschekisten. Ende 1936 hatten 70 Prozent der NKWD-Führungskräfte ihre Geheimdienst-Laufbahn in den Jahren 1917 bis 1920 begonnen. Fast alle übrigen waren in den Jahren 1922 bis 1925 eingetreten. Umfangreiche Gewalterfahrungen prägten ihre familiäre und berufliche Entwicklung. Aufgrund ihres Alters teilte die Mehrheit der NKWD-Chefs die Erfahrungen des Ersten Weltkrieges, der Revolution und des Bürgerkrieges: zerstörte Familien, abgebrochene Bildungslaufbahnen, traumatische Erfahrungen der Verwahrlosung und Verwilderung. Sie hatte zudem an der Entkulakisierungskampagne teilgenommen, in der die „Vernichtung der Kulaken als Klasse“ (Stalin) gewaltsam ins Werk gesetzt wurde. Sie kannte ferner die epochale Hungerkatastrophe des Holodomor.
Dieser biografische Erfahrungshintergrund traf auf eine Situation, in der auch eine Anstellung bei den „Organen“ nicht mehr vor Repressionen und Exekutionen zu schützen schien: Jeschow, der nicht im Geheimdienst Karriere gemacht hatte, „säuberte“ von 1936 bis 1938 auch den Staatssicherheitsdienst NKWD von angeblichen Feinden. Das markanteste Beispiel war die Verhaftung, Verurteilung und Erschießung Jagodas, seines unmittelbaren Vorgängers.
Die NKWD-Führungskräfte dirigierten eine Mitarbeiterschaft von rund 23.000 Personen. Diese verfügten über wenig Bildung, dafür aber gegenüber fast jedem Sowjetbürger über eine enorme Macht. Nach internen NKWD-Statistiken hatten am 1. Juli 1935 nur 1,6 Prozent aller NKWD-Mitarbeiter einen Hochschulabschluss, 23,8 Prozent hatten die Mittelschule besucht, 74,6 Prozent aller Mitarbeiter gaben eine niedere Bildung an. Unter den NKWD-Angehörigen gab es Überzeugungstäter. Faktoren, die ein erwartungskonformes Agieren bei den Verfolgungsmaßnahmen förderten, waren aber auch die Einübung in absoluten Gehorsam, Anpassung und Anpassungsdruck, psychische Deformationen, ein internes Privilegiensystem, clanartige Verflechtungen innerhalb der „Organe“ sowie eine über Jahre eingeübte Repressionspraxis.
Auch Denunzianten wirkten am Großen Terror aktiv mit, etwa Ehefrauen von „Volksfeinden“. Nach einer Anschwärzung ihrer Ehemänner waren sie ausdrücklich ausgenommen von Verfolgungen aufgrund des NKWD-Befehls Nr. 00486. Ferner gehörten bestellte Belastungszeugen zu den Mittätern. Dabei handelte es sich vielfach um Angehörige der örtlichen Nomenklatura, auf dem Land zum Beispiel Kolchosvorsitzende oder Mitglieder des Dorfsowjets. Zudem traten etatmäßige Zeugen auf, die vom Untersuchungsführer fabrizierte Aussagen unterschrieben.

#### Todesraten und Risikofaktoren
Knapp ein Prozent aller Sowjetbürger – insgesamt rund 1,5 Millionen Menschen – sind in der Zeit des Großen Terrors verhaftet worden. Von ihnen erschossen NKWD-Angehörige etwa 750.000 Personen – rund 0,5 Prozent der Gesamtbevölkerung, weitere starben in der Haft. Der KGB räumte während der Entstalinisierung ein, dass 681.692 Personen in den Jahren 1937 und 1938 erschossen wurden. Viele Historiker halten die vom KGB genannte Opferzahl für zu niedrig.
Die Härte der Bestrafung unterschied sich deutlich, je nachdem, ob die Verfolgung im Rahmen der „Kulakenoperation“ geschah oder im Rahmen der „nationalen Operationen“. Während 50,4 Prozent aller Urteile auf der Grundlage des NKWD-Befehls Nr. 00447 Todesurteile waren, betrug dieser Wert während der „nationalen Operation“ gegen die „Letten“ 74,1 Prozent, gegen die Deutschen 76,2 Prozent. Die Todesrate der „polnischen Operation“ lag sogar bei 79,4 Prozent und war damit die höchste der großen „nationalen Operationen“. Kleinere Operationen dieser Art hatten gelegentlich noch höhere Todesraten: Die „griechische“ Operation, angestoßen durch ein geheimes NKWD-Rundschreiben vom 11. Dezember 1937, zog die Verhaftung von 11.261 Personen nach sich. Von diesen wurden 9.450 Menschen zum Tode verurteilt (87 Prozent).
Das Risiko, als „Pole“ verurteilt zu werden, war zwanzigmal beziehungsweise vierzigmal höher als das eines „Durchschnittsbürgers“ jener Jahre. Überdurchschnittliche Risiken hatten auch „Deutsche“, „Finnen“, „Letten“ und „Griechen“.
In bestimmten Regionen war der Verfolgungsdruck überdurchschnittlich hoch. Einwohner der Karelischen ASSR waren besonders gefährdet. Dieses Grenzland zwischen der Sowjetunion und Finnland war in den Augen der Moskauer Partei- und Geheimdienstführung ein Hort potenzieller Spione und Diversanten. Zugleich galt es mit seinen „Sondersiedlungen“ für Deportierte und seinen Arbeitslagern des Gulag als „Müllzone“ und als eine Gefahr für Leningrad – das zweite „Schaufenster des Sozialismus“. Knapp drei Prozent der etwa 500.000 Einwohner der Karelischen ASSR wurden im Zuge des Großen Terrors verhaftet. Von diesen etwas mehr als 14.000 Personen wurden 90 Prozent hingerichtet.
Ein weiterer regionaler Schwerpunkt des Großen Terrors war Sibirien. Weite Teile dieser Großregion galten bei führenden Funktionären ebenfalls als „Müllzonen“. Zugleich drohte dort in den Augen der Moskauer Zentrale ein Angriff Japans. Angebliche und potenzielle Illoyale seien darum präventiv zu bekämpfen. 200.000 bis 210.000 Einwohner Sibiriens – das entspricht einer Rate von rund 1,8 Prozent, gemessen an der Gesamtbevölkerung von 11 Millionen – sind verfolgt worden.
Repressionsraten von 60 bis 20 Prozent über dem Durchschnitt wiesen der Donbass, die Autonome Sozialistische Sowjetrepublik der Wolgadeutschen, die Turkmenische Sozialistische Sowjetrepublik, die Region Krasnodar und die Oblast Swerdlowsk auf.
Im Durchschnitt lagen die Ukraine mit 265.000 bis 270.000 Verfolgten bei einer Gesamtbevölkerung von rund 28 Millionen Menschen, Leningrad mit 65.000 bis 70.000 Verurteilten bei einer Einwohnerschaft von rund 6,8 Millionen sowie die Weißrussische Sozialistische Sowjetrepublik mit 52.000 Verurteilten bei einer Bevölkerung von 5,2 Millionen Menschen.
Mit einer Verurteilungsrate von 0,4 bis 0,5 Prozent lagen einige Regionen deutlich unter dem Durchschnitt. Zu ihnen gehörten Tatarien, die Oblast Woronesch, die Oblast Gorki, die Oblast Iwanowo, die Oblast Rjasan und die Oblast Jaroslawl. Diese zentralrussischen Landesteile spielten weder in industrieller noch in landwirtschaftlicher Sicht eine strategische Rolle. Während der Kollektivierung gehörten sie ebenfalls nicht zu den vorrangigen Gebieten. Der bäuerliche Widerstand gegen die Bolschewiki war hier weniger lebendig. Auch die Umbrüche durch die forcierte Industrialisierung waren weniger ausgeprägt. Schließlich galten diese Regionen auch nicht als Frontgebiete oder „Müllzonen“ für Deportierte.
Die soziale Herkunft und der soziale Status der Verurteilten wurden in den Statistiken des NKWD manipuliert, teilweise mehrfach auf ihrem Weg in die Moskauer Zentralen von Geheimdienst und Partei. Ziel der Manipulationen war es, zu demonstrieren, dass der Terror die vorgesehenen Zielgruppen tatsächlich erreichte. Zudem ist die Ungenauigkeit der Kategorien, in die die Opfer der Verfolgung einsortiert wurden, ein Faktor, der es schwer macht, die soziale Herkunft und den Status der Verfolgten genau zu bestimmen.
Aus den Verfolgungsakten geht hervor, dass Gläubige intensiverer Repression unterworfen waren, sowohl Laien als auch Geistliche. Die Verfolgung traf die orthodoxe Kirche und in der Sowjetunion als „Sekten“ bezeichnete religiöse Organisationen, zum Beispiel Baptisten, Evangelikale und Pfingstler.
Besonders hart vom Großen Terror betroffen waren die früheren Mitglieder nicht-bolschewistischer Parteien, insbesondere vormalige Sozialrevolutionäre. Auch „Kulaken“, die Anfang der 1930er-Jahre in „Sondersiedlungen“ – primitive Ansiedlungen in unwirtlichen Gegenden, die Straf- und Kolonisierungszwecken dienen sollten – gezwungen worden waren, bildeten eine besonders gefährdete Gruppe. In manchen der entsprechenden Siedlungszonen, beispielsweise in der Oblast Perm oder in der Oblast Swerdlowsk, verhafteten NKWD-Mitarbeiter bis zu 20 Prozent der erwachsenen Männer. Auch Personen mit Vorstrafen waren in dieser Zeit auffällig häufig besonderen Repressionen ausgesetzt. Menschen, die in der Rüstungsindustrie beschäftigt waren, litten ebenfalls unter erhöhten Repressionsrisiken, ebenso jene, die in unfallträchtigen Branchen (Eisenbahnwesen, Bergbau, Metallindustrie, Werftindustrie) arbeiteten, in denen jederzeit der Verdacht der Sabotage konstruiert werden konnte.
Das Risiko einer Erschießung hing außerdem stark vom Zeitpunkt der Verhaftung ab. Je später sie in den Monaten des Großen Terrors erfolgte, desto wahrscheinlicher war ein Todesurteil, weil im Gulag einfach kaum mehr Platz für Neuankömmlinge war.

#### Technik des Tötens
Lokale NKWD-Mitarbeiter erschossen die zum Tode Verurteilten entweder in Gefängnissen oder auf dafür speziell ausgewählten, abgelegenen Plätzen im Freien. Unbeteiligte Zeugen der Hinrichtungen sind nicht bekannt. Nur NKWD-Angehörige durften die Erschießungen vornehmen, Angehörigen der Miliz oder der Armee war dies strikt untersagt. Bei den örtlichen NKWD-Dienststellen beschränkte sich der Kreis der Exekutoren regelmäßig auf wenige Personen.
Die Hinrichtung erfolgte in der Regel durch einen Schuss in den Hinterkopf. Spuren auf dem Schießplatz von Butowo bei Moskau ergaben, dass die Opfer vermutlich mit Nagant-Revolvern, Pistolen des Typs Tokarew TT-33 und offenbar auch mit Hilfe von Degtjarjow-Maschinengewehren exekutiert wurden. Erschossene wurden in Gruben verscharrt, die auch weitere Leichen enthielten. Entsprechende Spuren zum Beispiel in Butowo lassen vermuten, dass solche Gruben zuvor mit Baggern ausgehoben worden waren.
Die Todeskandidaten wurden bis zuletzt nicht darüber informiert, wie das Urteil lautete. NKWD-Angehörige verschwiegen den Angehörigen der Opfer weisungsgemäß, dass eine Exekution durchgeführt worden war. Stattdessen sprachen sie in Antwortschreiben auf entsprechende Anfragen von langen Haftstrafen ohne Recht auf Briefverkehr.

#### Situation im Gulag
Durch den Großen Terror geriet auch das System der Gefängnisse, Lager und Sondersiedlungen des Gulag in eine Krise. Die Zahl der Insassen stieg erheblich: von 786.595 am 1. Juli 1937 über 1.126.500 am 1. Februar 1938 auf 1.317.195 am 1. Januar 1939. Die menschenfeindlichen Lebensbedingungen des Gulag verschlechterten sich dadurch weiter. 1937 starben allein nach den amtlichen sowjetischen Statistiken 33.499 Personen in den Lagern, Sondersiedlungen und Gefängnissen. Ein Jahr später waren es 126.585. Auch die Zahl jener Menschen, die während der Deportationstransporte und auf Transporten zwischen Gulag-Stützpunkten starben, schnellte zwischen 1937 und 1938 um 38.000 nach oben. Die Statistiken wiesen ferner aus, dass die Quote der aufgrund von Krankheit, Invalidität oder Auszehrung nicht arbeitsfähigen Insassen 1938 mehr als neun Prozent betrug – mehr als 100.000 Personen. 1939 waren rund 150.000 Insassen arbeitsunfähig, Invaliden nicht eingerechnet. Der russische Historiker Oleg Chlewnjuk urteilt, der Große Terror habe die sowjetischen Lager in Vernichtungszentren verwandelt, und spricht ausdrücklich von Vernichtungslagern.

### Ende des Großen Terrors

#### Beschluss zur Beendigung des Terrors
Ab August 1938 gab es Anzeichen dafür, dass der Große Terror dem Ende entgegenging. Lawrenti Beria übernahm am 22. August das Amt des Stellvertreters von Jeschow. Bereits im Frühsommer wurden zwei ranghohe NKWD-Mitarbeiter Jeschows verhaftet. Zudem konstituierte sich am 8. Oktober 1938 eine Kommission aus Jeschow, Beria, Wyschinski, Georgi Malenkow und Nikolai Rytschkow, dem Volkskommissar für Justiz. Das Gremium hatte den Auftrag, binnen zehn Tagen eine Beschlussvorlage zu erarbeiten, mit der die Verhaftungen, die staatsanwaltliche Aufsicht und das Untersuchungsverfahren neu geregelt werden sollten. Außerdem besetzten Vertraute Berias vom 8. Oktober bis Mitte November 1938 Leitungsfunktionen des NKWD.
Am 15. November 1938 billigte das Politbüro die von der am 8. Oktober eingerichteten Kommission entworfene Direktive. Diese sollte vom Rat der Volkskommissare und dem Zentralkomitee der Partei verabschiedet werden. Deren Kernaussage war, dass ab dem 16. November 1938 bis auf weiteres alle Verhandlungen von Strafsachen durch die Troikas, die Militärtribunale und das Militärkollegium des Obersten Gerichts der UdSSR einzustellen seien. Dieser von Stalin und Molotow abgezeichnete Beschluss des Rates der Volkskommissare und des Zentralkomitees der Partei trägt das Datum vom 17. November. Er ging allen örtlichen Leitern des NKWD, den Parteisekretären sowie den leitenden Staatsanwälten aller territorialen Gliederungen der Sowjetunion zu, einem Kreis von insgesamt etwa 14.000 Personen.
In diesem Dokument stellten Stalin und Molotow zunächst die „Erfolge“ der Repressionskampagnen heraus. Anschließend prangerten sie jedoch „schwerste Fehler und Entstellungen“ an. Dadurch sei der endgültige Sieg über die „Feinde“ verhindert worden. Sie kritisierten ferner unbegründete und illegale Massenverhaftungen, den Verzicht auf materielle Beweise sowie Verletzungen elementarer Rechtsnormen in Untersuchungsverfahren. Stalin und Molotow zufolge war es „Feinden“ gelungen, in das NKWD und in die Staatsanwaltschaft einzudringen und diese Institutionen so der Kontrolle der Partei zu entziehen.
Die Direktive sah außerdem vor, dass Verhaftungen zukünftig nur noch auf Basis eines Gerichtsbeschlusses oder mit staatsanwaltlicher Genehmigung rechtens waren. Ein langer Katalog von Bestimmungen sollte für den Schutz der Verhafteten vor Willkür der Untersuchungsleiter sorgen. Im Ergebnis stoppte dieser zentral gefasste Beschluss nicht nur den Großen Terror, auch das NKWD wurde mit diesem Dokument von einer beauftragten Täterbehörde zum Sündenbock gemacht.

#### Repression von Tätern
Das bekannteste Opfer der „Säuberungen“ innerhalb des NKWD, der seit dem 25. November 1938 von Beria geführt wurde, war Jeschow. Er wurde am 10. April 1939 verhaftet und am 4. Februar 1940 von Wassili Blochin hingerichtet.
Bereits Jeschow hatte unter den Mitarbeitern des NKWD „Säuberungen“ durchgeführt. Der Schwerpunkt lag dabei aber auf den unteren Rängen der Hierarchie, obgleich sie auch Jeschows Vorgänger Jagoda trafen. Dies änderte sich unter Beria, der vor allem mit Suspendierungen statt mit Strafverfolgung arbeitete. Im Jahr 1939 mussten 7273 Mitarbeiter ihren Dienst quittieren – das entsprach 22,9 Prozent aller operativen Mitarbeiter. Insgesamt sind 1364 NKWD-Angehörige von Ende 1938 bis Ende 1939 verhaftet worden. Ein wichtiger Eckpunkt der Maßnahmen Berias war zudem die Auswechslung fast aller Leiter auf Republik- und Gebietsverwaltungsebene. Insbesondere ranghöhere NKWD-Kader wurden erschossen.
Beria baute das NKWD personell aus und veränderte die Prinzipien der Mitarbeiterauswahl. 1939 nahmen 14.506 Personen ihre Tätigkeit beim NKWD auf, das entsprach einer Quote von 45,1 Prozent des Bestands. Die neuen Mitarbeiter kamen mit deutlicher Mehrheit aus speziellen NKWD-Schulen, aus der Partei und dem Komsomol.
Die ethnische Zusammensetzung des NKWD änderte sich merklich. Vor dem Großen Terror war rund ein Drittel aller hohen NKWD-Offiziere Juden. Im November 1938 war dieser Anteil bereits auf etwa 20 Prozent gefallen. Ein Jahr später lag er bei nur noch 4 Prozent. Russen profitierten am stärksten von den Personalveränderungen nach dem Großen Terror. Sie besetzten jetzt etwa zwei Drittel aller hohen Offiziersposten. Dieser Anteil überstieg den Anteil der Russen an der sowjetischen Gesamtbevölkerung. Die einzige Minderheit, die nach dem Großen Terror in den NKWD-Reihen überrepräsentiert war, war die Gruppe der Georgier, Landsleute Stalins.
Beria rehabilitierte einige Opfer der Ära Jeschow. Gleichzeitig ging unter seiner Regie der Kampf gegen „Schädlinge“, „Verschwörer“ und „Feinde“ weiter und zwar mit den gleichen Methoden, die anderen NKWD-Mitarbeitern zum Vorwurf gemacht wurden. Das Ausmaß der Verfolgungen ging jedoch zurück, weil die Vorgaben der politischen Führungsspitze um Stalin sich verändert hatten. Zudem gab es keine Massenoperationen mehr.
Auch ein Großteil der Troika-Mitglieder zählte später zu den Verfolgungsopfern. Die Gesamtzahl aller Mitglieder dieser Dreiergremien wird auf etwa 350 Personen geschätzt. Es ließen sich bislang in 169 Fällen ausreichende biografische Daten ermitteln. 47 NKWD-Vertreter, 67 Parteimitglieder und zwei Vertreter der Staatsanwaltschaft wurden zum Tode verurteilt.

## Folgen

### Kaderrevolution
Die Jeschowschtschina führte zum Verschwinden der „Alten Garde“ der Bolschewiki, die während und unmittelbar nach der Oktoberrevolution führende Posten bekleidet hatten. Die freigewordenen Posten besetzten junge Aufsteiger. Es kam in Partei, Staat und Wirtschaft zu einer regelrechten Kaderrevolution, von der zwischen dem XVII. Parteitag („Parteitag der Sieger“, 1934) und dem XVIII. Parteitag (1939) mehr als eine halbe Million meist junge Menschen profitierten. So waren im Jahre 1939 8,5 Prozent der Parteisekretäre auf Gebiets-, Regional- und Republikebene zwischen 26 und 30 Jahre alt, 53,2 Prozent waren 31 bis 35 Jahre alt, 29,4 Prozent waren im Alter von 36 bis 40 Jahren.

„Die Parteijugend hat unter den Bedingungen der Massenrepressionen eine schwindelerregende Karriere gemacht, und dies hat ihre Ergebenheit gegenüber dem Führer und ihre Unterstützung für die Repressionen gegen die alten Garde gefestigt.“

Von den 32.899 staatlich-wirtschaftlichen Leitern, die in der Nomenklatura des ZK der KPdSU erfasst waren, waren 426 jünger als 25 Jahre, 3331 Kader im Alter zwischen 26 und 30 Jahren und fast 59 Prozent im Alter zwischen 31 und 40 Jahren. Ungefähr die Hälfte dieser Kader entstammte der Arbeiter- und Bauernschaft. Viele von ihnen hatten jedoch im Unterschied zu Angehörigen der „Alten Garde“ ein Hochschulstudium absolviert – häufig führte sie ihr Weg direkt von der Hochschule auf den Leitungsposten. Mit dieser Kaderrevolution trat jene Generation an, die die Sowjetunion in der zweiten Hälfte des 20. Jahrhunderts prägen sollte. Stalin selbst hatte die Kaderrevolution auf dem berüchtigten Februar-März-Plenum des ZK der KPdSU, das zwischen dem 23. Februar und dem 5. März 1937 tagte, angekündigt. Das Ziel Stalins war erreicht: Funktionäre, denen er nicht traute, waren nicht mehr am Leben. An ihre Stelle trat eine unterwürfige Aufsteigerelite.

### Zeitgenössische intellektuelle Rezeption
In den 1930er-Jahren sind allein die Schauprozesse rezipiert worden, in der sowjetischen Presse mit Zustimmung, ebenso in der kommunistischen Parteipresse des Auslands. Die Massenaktionen hingegen fanden kein Echo, sie blieben Geheimsache.
Unter Intellektuellen lösten die Moskauer Prozesse unterschiedliche Reaktionen aus. Victor Serge, der in der Sowjetunion selbst unter Verfolgungen gelitten hatte und das Land 1936 noch vor dem Beginn des Großen Terrors verlassen konnte, ging von erpressten Beweisen und von politischen Inszenierungen aus. Auch Leopold Schwarzschild notierte in seiner Exil-Zeitschrift Das neue Tage-Buch, man könne nicht über Unrecht im nationalsozialistischen Deutschland klagen, wenn man das in der Sowjetunion verschweige. Ignazio Silone warnte öffentlich, die Rechtfertigung der Moskauer Prozesse mache Antifaschisten unglaubwürdig, sie verwandelten sich dadurch in „rote Faschisten“.

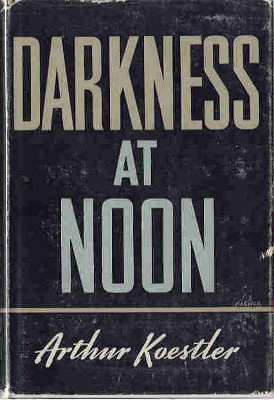
Cover der amerikanischen Erstausgabe von Darkness At Noon (Sonnenfinsternis)

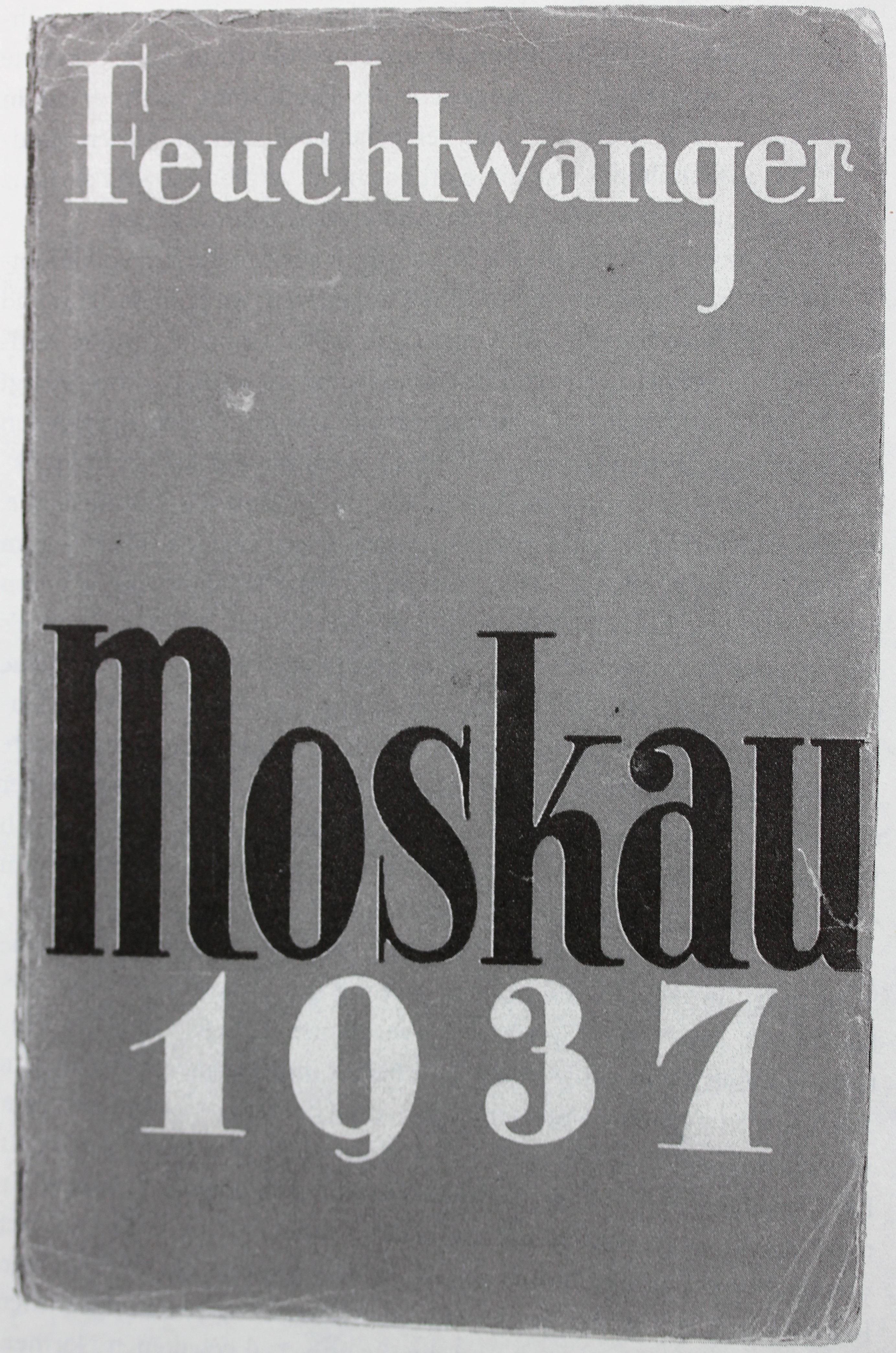
Cover von Feuchtwangers Moskau 1937

1940 veröffentlichte Arthur Koestler seinen Roman Sonnenfinsternis, mit dem die KPdSU als gewaltbereite, machtgierige, verbrecherische, prinzipienlose Organisation und ihre Mitglieder – auch jene, denen öffentlich der Prozess gemacht wurde – als orientierungslose Marionetten eines unmenschlichen Parteiwillens demaskiert werden sollten. Der Roman wurde in viele Sprachen übersetzt und erreichte nach 1945 hohe Auflagen.
In der Exilzeitschrift Weltbühne fiel das Urteil Heinrich Manns hingegen anders aus. Verschwörer, so Mann, müssten zum Nutzen der Revolution „schnell und gründlich verschwinden“. Lion Feuchtwanger fuhr auf dem Höhepunkt seines Ruhms nach Moskau und sprach unter anderem mit Stalin und Dimitrow über die Prozesse. In seinem Reisebericht (Moskau 1937) fand sich kein Wort des Protests gegen die Inszenierungen. Beide, Mann und Feuchtwanger, waren politisch daran interessiert, dass die Sowjetunion als wichtiger Bestandteil eines antifaschistischen Bündnisses betrachtet und nicht ausgegrenzt wurde.
Ernst Bloch nannte die Prozesse in Moskau eine Verteidigung der Revolution vor Hasardeuren, die sich mit dem „faschistischen Teufel“ verbündet hätten. Er hielt an dieser Position bis 1957 fest.
Bertolt Brecht äußerte sich nie öffentlich zum Thema. In Briefen allerdings ging er davon aus, dass die Angeklagten Verschwörer seien. Obwohl er das Unwahrscheinliche ihrer Geständnisse konstatierte, deutete er das vorgeblich verschwörerische Tun und die Geständnisse dennoch als Ausdruck sozialdemokratischer und damit negativer Gesinnungen. Nach Brecht seien die Angeklagten im Verbund mit allem möglichen „Gesindel“ zu Verbrechern geworden, hätten sich mit allem „Geschmeiß des In- und Auslandes“ gemeingemacht und alles „Parasitentum, Berufsverbrechertum und Spitzeltum“ habe sich bei ihnen „eingenistet“.
Viele der im Moskauer Exil lebenden deutschsprachigen Intellektuellen machten sich die Vorgaben der sowjetischen Propaganda zu eigen. Willi Bredel forderte den Tod für die „Agenten der Gestapo- und der Trotzki-Sinowjew-Meute“. Franz Leschnitzer verglich Trotzki mit Adolf Hitler. Johannes R. Becher verfasste im Januar 1937 ein Gedicht auf den „toll gewordenen“ Volksfeind.
Die britische Sozialistin Beatrice Webb freute sich über die Schauprozesse, weil Stalin „tote Äste“ entfernt habe. Auch in Übersee fanden sich Künstler, die die Moskauer Vorgänge verteidigten. So unterzeichneten mehr als einhundert amerikanische Intellektuelle 1938 eine Erklärung, in der die Rechtmäßigkeit der Schauprozesse behauptet wurde. Zu diesen gehörten beispielsweise die Schriftsteller Dashiell Hammett, Lillian Hellman, Dorothy Parker und Langston Hughes. Auch der Pulitzer-Preisträger Walter Duranty verteidigte die Prozesse.
Kritik an den Schauprozessen fiel vielen Intellektuellen auch deswegen schwer, weil die Sowjetunion unter der Regie Stalins ab Mitte 1934 die Sozialfaschismustheorie durch die Volksfrontideologie abgelöst hatte und sie sich zugleich als Heimat des Antifaschismus darstellte. Die sowjetische Unterstützung der Republikaner im Spanischen Bürgerkrieg sowie die Etablierung einer Volksfrontregierung in Frankreich schien die Sowjetunion zu einem starken Partner der Demokraten zu machen.

### XX. Parteitag der KPdSU
Drei Jahre nach Stalins Tod hielt Nikita Chruschtschow am 25. Februar 1956, zum Abschluss des XX. Parteitags der KPdSU, eine Geheimrede Über den Personenkult und seine Folgen. Er rechnete mit Stalin ab und legte diesem eine Vielzahl von Fehlern und Verbrechen zur Last. Bereits Anfang März 1956 beschloss er, Kernpassagen seiner „Enthüllungen“ allen Parteimitgliedern verlesen zu lassen. Eine Kopie der Rede gelangte über den israelischen Geheimdienst Schin Bet an die CIA. Die New York Times druckte sie am 4. Juni 1956 und machte sie so weltweit publik. Zwei Tage später verbreitete sie Le Monde. Sendungen von Radio Free Europe, Voice of America und der BBC machten sie in Osteuropa bekannt.
Chruschtschow hatte in seinem Vortrag unter anderem den Umfang und Charakter der Repressionen gegen Parteimitglieder und -kader in den Monaten der Jeschowschtschina angesprochen. Er konzentrierte sich dabei aber darauf, Stalin dafür die Alleinverantwortung zuzuweisen. Die intensive Mitwirkung der Parteispitze sparte er aus, ebenso seine eigene Rolle als stalintreuer Scharfmacher in Moskau und in der Ukraine. Seine Rede legte trotz der ihm bekannten vorbereitenden Archivstudien des KGB nahe, die Hauptstoßrichtung der stalinistischen Verbrechen habe sich gegen die Eliten in Partei, Wirtschaft und Armee gerichtet. Den Massenterror mit seinen wesentlich höheren Opferzahlen verschwieg er vollständig.

### Revisionsverfahren und Rehabilitation
Erste Diskussionen um die Rehabilitation von Opfern des Großen Terrors entstanden bereits in den Jahren 1939 bis 1941, ohne dass in den offiziellen Verlautbarungen und Dokumenten dieser Begriff aufgetaucht wäre. Es wurde allein die Frage thematisiert, ob es Revisionsverfahren geben sollte und wie sie zu gestalten waren. Entsprechende Befehle und Rundschreiben bestimmten, dass die Entscheidung, ob ein Urteil zu revidieren sei, durch die vorherigen NKWD-Täter zu treffen war. Die Staatsanwaltschaft schaltete sich nur in wenige Verfahren ein, um die Revisionen des NKWD zu prüfen. Im Lauf der Monate zwischen November 1938 und 1941 wurde die Entscheidung über Revisionsbegehren immer stärker zentralisiert, sodass die einzelnen Wünsche aufgrund von Zeitmangel und Überlastung der zuständigen Stellen kaum noch differenziert bearbeitet wurden. Wenn einzelne Personen aus der Haft entlassen wurden, wurden sie weiterhin durch die „Organe“ überwacht. Zur Verschleppung der Verfahren kamen weitere Probleme: Die Revisionsverfahren führten selten zur Erschließung neuer Beweise. Häufig wurden nur weitere „Zeugen“ durch das NKWD befragt. Deren Aussagen wurden überwiegend als Bestätigung der Aktenlage gewertet. Formfehler in den ursprünglichen Verhaftungs- und Untersuchungsverfahren führten nicht automatisch zur Annullierung des entsprechenden Urteils. Insgesamt blieben Revisionen der Urteile und Entlassungen aus der Haft die absolute Ausnahme.
Unmittelbar nach dem Tod Stalins ordnete Beria eine Entlastung der überfüllten und unwirtschaftlichen Gulag-Lager an. Am 27. März 1953 wurden 1,2 Millionen Inhaftierte entlassen. „Politische“ Häftlinge kamen nicht in den Genuss dieser Amnestie, sondern jene, denen unterstellt wurde, für die Gesellschaft keine Gefahr mehr darzustellen und deren Haft mit Verstößen gegen allgemeine Rechtsbestimmungen der Sowjetunion begründet worden war. Nach der Verhaftung Berias am 26. Juni 1953 setzte die neue Führungsriege um Chruschtschow diese Politik fort. Ein Komitee unter Leitung des sowjetischen Oberstaatsanwalts prüfte Akten derjenigen, die wegen „konterrevolutionärer Verbrechen“ verurteilt worden waren. Auf Republikebene unterstützten 15 Kommissionen die Arbeit dieses Gremiums. Mitglieder dieser Komitees waren hohe Vertreter des Geheimdienstes und Angehörige der Staatsanwaltschaft – beides Täterinstitutionen in den Monaten des Großen Terrors. Die Gutachter sahen 237.000 Akten von Personen durch, die aufgrund von Artikel 58 des Strafgesetzbuches der RSFSR inhaftiert waren – das entsprach einer Quote von 45 Prozent aller Inhaftierten, die auf Basis dieser Regelung verfolgt worden waren. 53 Prozent aller begutachteten Urteile wurden bestätigt, 43 Prozent aller Strafen wurden reduziert, sodass die Betroffenen aus der Haft entlassen wurden. Vier Prozent aller Urteile wurden aufgehoben.
In der zweiten Hälfte des Jahres 1955 gab es Amnestien, die auch die „Politischen“ betrafen. Am Jahresende lag die Gesamtzahl aller Gulag-Häftlinge erstmals seit 20 Jahren wieder unter einer Million. Kurz vor Beginn des XX. Parteitages der KPdSU belief sich die Zahl der „Politischen“ auf rund 110.000. Nach Ende des Parteitages prüfte eine Kommission erneut die Urteile, die auf Basis des Artikels 58 gefällt worden waren. Bis Ende 1956 kamen so rund 100.000 Menschen aus dem Gulag frei. Anfang 1957 saßen nur noch etwa 15.000 Personen aufgrund dieses Artikels ein. Damit waren 20 Jahre nach seinem Ende die letzten inhaftierten Opfer des Großen Terrors wieder in Freiheit. Die Behörden hatten ihre Haftstrafen zuvor systematisch durch „Verlängerungen“ ausgedehnt. Angehörige von Personen, die während des Großen Terrors hingerichtet worden waren, erhielten bis in die 1980er-Jahre hinein auf Nachfrage die Auskunft, die betreffende Person sei im Arbeitslager verstorben.
Auch während und nach der Perestroika haben die Behörden die Urteile, die in den Monaten des Großen Terrors gefällt worden sind, nicht generell als Unrecht aufgehoben. Lediglich für Häftlinge, die aufgrund von „politischen Verbrechen“ verurteilt worden sind, gibt es nach dem russischen Rehabilitierungsgesetz vom 18. Oktober 1991 die Möglichkeit der Rehabilitierung. Verurteilungen wegen „krimineller“ Handlungen bleiben weitgehend unangetastet. Bestenfalls wird das harte Strafmaß als Unrecht klassifiziert. Der enormen Ausdehnung des Kriminalitätsbegriffs in den 1930er-Jahren wird damit nicht Rechnung getragen.

### Erinnerungskultur
Rund 70 Jahre nach Beginn des Großen Terrors berichteten deutsche Medien im Jahr 2007 über den Umgang mit diesen Geschehnissen. Insbesondere Russland stand dabei im Mittelpunkt. Eine Reihe von Beobachtern hob hervor, dass die offizielle russische Geschichtspolitik kaum Interesse habe, sich diesem Geschehen zu widmen. Mehrfach wurde dabei auf Wladimir Putin verwiesen. Putin habe zwar gemahnt, das Jahr 1937 dürfe nicht vergessen werden. In der Geschichtsbetrachtung des eigenen Landes gebühre den positiven Momenten aber stets Vorrang. Russland dürfe sich durch die Auseinandersetzung mit dem Großen Terror und anderen Epochen der Sowjetzeit kein Schuldgefühl einreden lassen. Andere Länder hätten eine noch dunklere Vergangenheit. Die Berichterstattung verwies in diesem Zusammenhang auf das positive Bild Stalins in der russischen Bevölkerung.
Die Menschenrechtsorganisation Memorial formulierte im Jahr 2007 Thesen, die einen Wandel im Umgang mit der historischen Erfahrung des Großen Terrors forderten. Memorial verlangte eine umfassende Aufarbeitung der Vergangenheit. Dazu gehöre die juristische Aufarbeitung des Großen Terrors. Zugangsbeschränkungen zu Archivmaterial seien abzuschaffen. Der Große Terror müsse an Schulen und Universitäten behandelt und zugleich regelmäßig durch Fernsehsendungen thematisiert werden. Ein nationales Museum zur Geschichte des Staatsterrors sei zu schaffen, ebenso ein nationales Denkmal für die Opfer, begleitet von Gedenktafeln und Gedenkzeichen im ganzen Land. Ortsbezeichnungen, die auf Personen zurückgehen, die für die Gewalttaten verantwortlich waren, seien zu ändern. Ferner sei ein Programm zur Suche nach anonymen Bestattungsorten von Opfern aufzulegen. An Fundstellen seien Gedenkstätten einzurichten. Es müsse dabei dafür eingetreten werden, dass diese Aufarbeitung der Geschichte keine Angelegenheit allein Russlands und der Nachfolgestaaten der Sowjetunion bleibe, sondern sich internationalisiere, da der Große Terror wie Auschwitz oder Hiroshima Symbol der Brüchigkeit und Labilität menschlicher Zivilisation sei. Auf russischem Boden kümmert sich die Organisation Memorial um die Errichtung und Aktualisierung von Gedenkstätten wie dem Donskoi-Friedhof und Butowo-Poligon in der Region Moskau und dem Lewaschowo-Gedenkfriedhof in St. Petersburg.
Der Heimatkundler Juri Dmitrijew, Leiter von Memorial in Karelien, entdeckte in einer 30 Jahre dauernden Suche in Archiven und mithilfe von Expeditionen große Massengräber von Opfern stalinistischer Verbrechen. Er errichtete Gedenktafeln, kleine Friedhöfe und schrieb zwei Bücher. Im Dezember 2016 wurde Dmitrijew verhaftet. Die russische Schriftstellerin und Oppositionelle Ljudmila Ulizkaja kritisierte das als politische Verfolgung. Öffentlicher Druck führte schließlich Anfang 2018 zu seiner Freilassung. Der Prozess gegen ihn führte überdies zu einem Freispruch. Im Juni 2018 wurde er dennoch erneut verhaftet. Auf einem Gelände bei Sandarmoch, auf dem Dmitrijew sterbliche Reste von Opfern des Großen Terrors entdeckt hatte, begann die Russische Militärhistorische Gesellschaft Ende August 2018 mit Grabungen. Diese Gesellschaft, die im Ruf steht, Stalin rehabilitieren zu wollen, behauptete, hier seien Rotarmisten bestattet worden, die im Winterkrieg von Finnen erschossen worden seien. Kritiker dieser Grabung befürchten die Umschreibung der Geschichte.

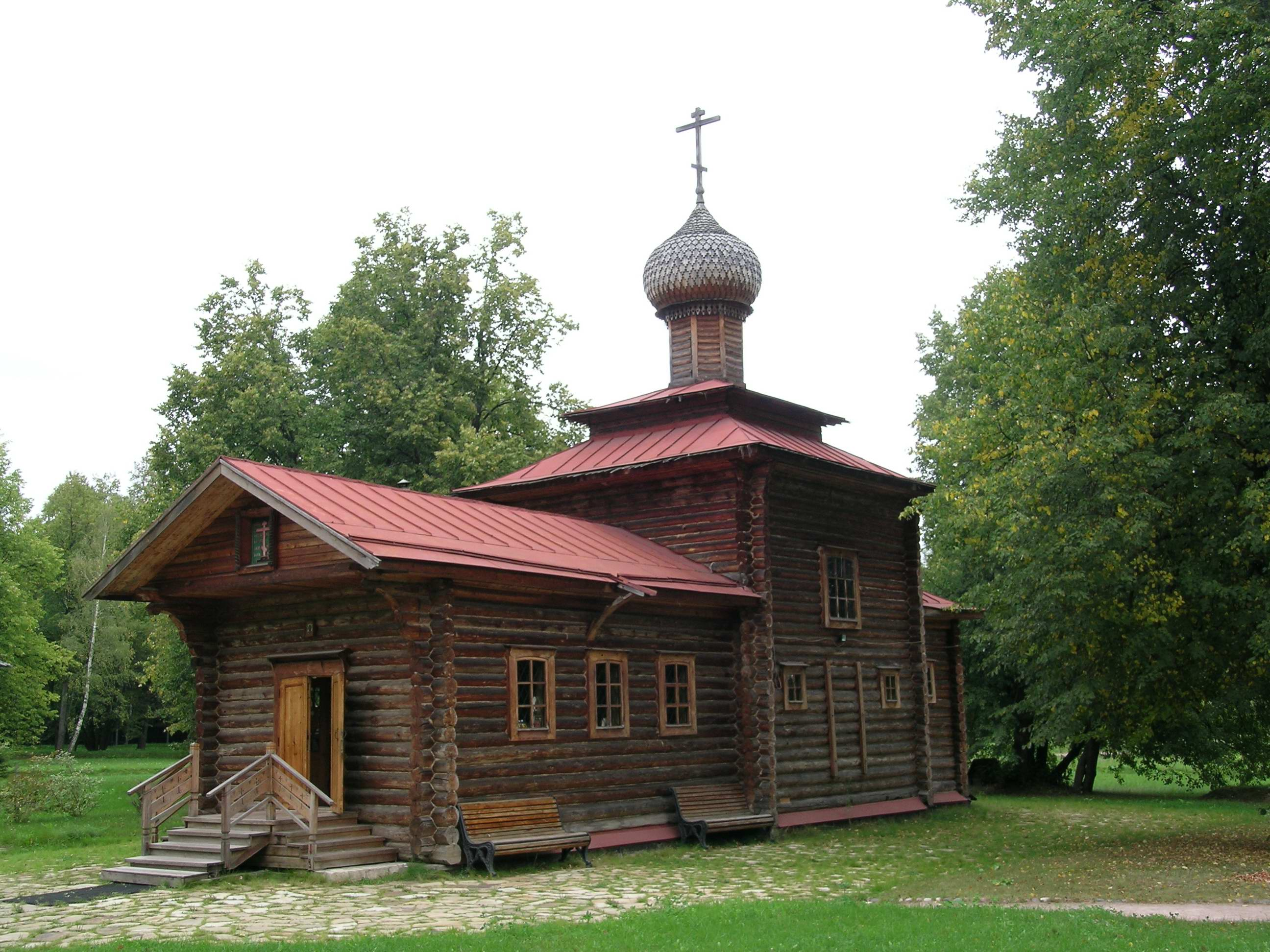
Gedenkkirche der Russischen Neumärtyrer und Bekenner an der ehemaligen Hinrichtungsstätte in Butowo (2007)

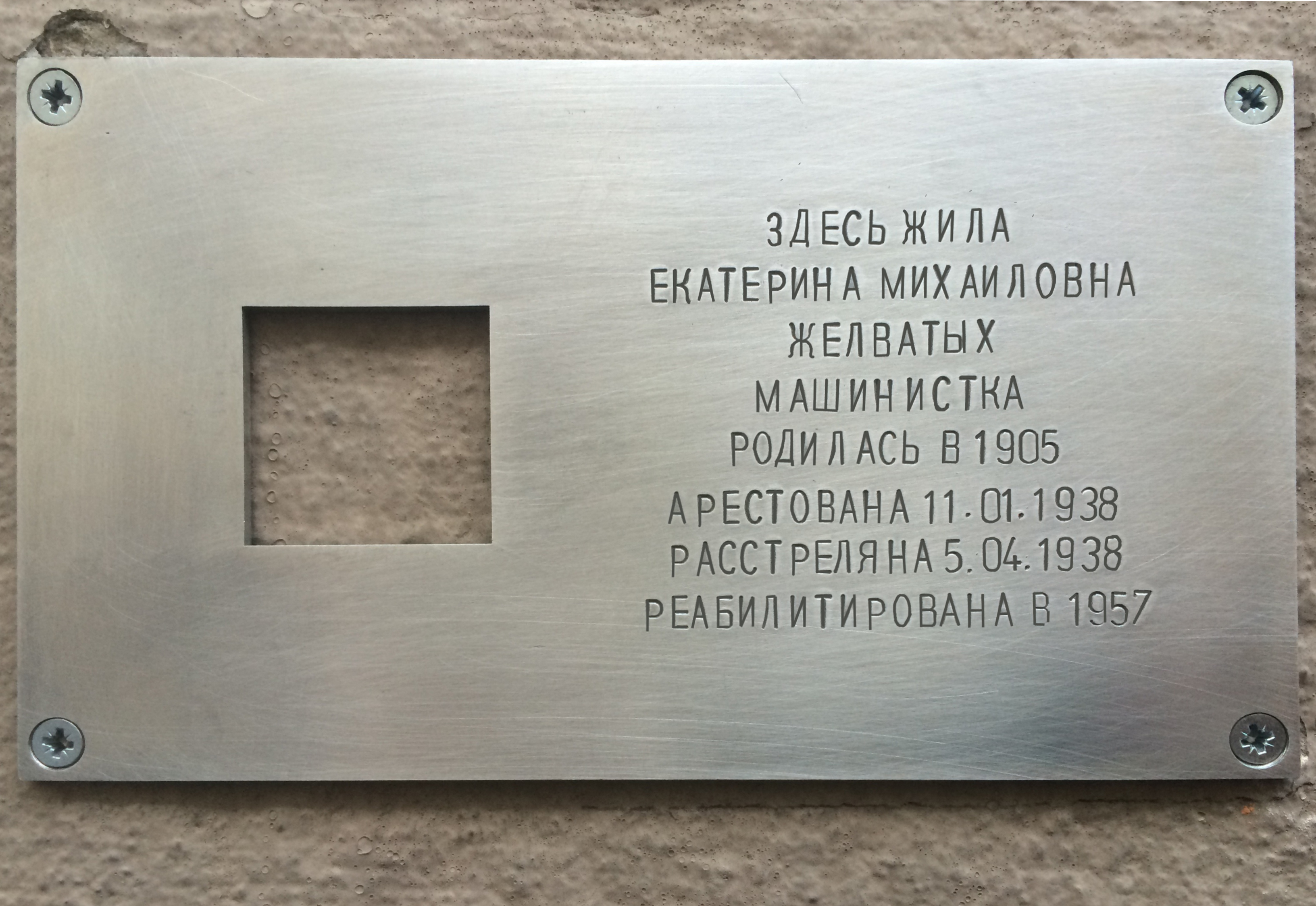
Gedenktafel in Moskau für Ekaterina Schelwatich im Rahmen des Projektes „Letzte Adresse“ (2014)

In Butowo bei Moskau betreibt die Russisch-Orthodoxe Kirche auf dem Gelände des früheren NKWD-Schießplatzes, der 1937 und 1938 als Exekutions- und Begräbnisstätte für Tausende von Terroropfern diente, eine Gedenkstätte. Die kirchlichen Opfer des Großen Terrors werden dabei besonders herausgestellt, was zu teils heftiger Kritik Anlass gab. 2007 zelebrierte die russisch-orthodoxe Kirche in Butowo eine zentrale Gedenkfeier für die Opfer des Großen Terrors. An dieser kirchlichen Veranstaltung nahm auch Putin teil.
Seit 2014 wird in Russland mit dem Projekt Posledny adres (Letzte Adresse) an die Opfer des Großen Terrors erinnert. Dazu werden, ähnlich wie bei den Stolpersteinen, Erinnerungsmale mit den Lebensdaten an der Außenfront des letzten Wohnhauses angebracht.
Zum „Gedenktag für die Opfer der politischen Repressionen“ verlesen Menschenrechtsaktivisten nahe der Geheimdienstzentrale Lubjanka beim Solowezki-Stein alljährlich die Namen von Opfern des Großen Terrors.
Ein Geschichtsleitfaden für Lehrer zur schulischen Behandlung der stalinistischen Repression wurde regional gelobt, laut Nikolai Swanidse aber aus ideologischen Gründen von „willkürlich ausgesuchten Experten“ der staatlichen Aufsicht indexiert.

## Entwicklung und Kontroversen der Forschung

### Totalitarismus und „Revisionismus“
Die Deutung der Geschehnisse in der Sowjetunion zwischen 1936 und 1938 bewegte sich zunächst in den Bahnen der Totalitarismustheorie. Robert Conquest legte 1968 das Standardwerk dieser Interpretation vor (Der große Terror). Er zeichnete Stalin als unumstrittenen Führer, der die Politik und den Terror bis ins Kleinste plante und lenkte.
Dieser Lesart widersprachen ab Mitte der 1980er-Jahre insbesondere englischsprachige Historiker, die sich der Sozial- und Gesellschaftsgeschichte verpflichtet fühlen. Ihre „revisionistische“ Interpretation betonte das konfliktreiche Zusammenwirken verschiedener sozialer Gruppen, aus dem schließlich der Terror entsprungen sei. Zugleich akzentuierten sie Eigeninteressen der Peripherie, diese hätten den Terror befördert. Stalins Macht galt in den Studien der „Revisionisten“ als eher schwach, der Terror als chaotisch und nicht kontrollierbar. Die „Revisionisten“ forderten methodisch die ausschließliche Verwendung von Primärquellen. Memoiren und Analysen sowjetischer Emigranten als Grundlage historischer Werke lehnten sie im Unterschied zu Conquest ab. Vielfach glich die Debatte zwischen den Vertretern der totalitaristischen Sicht und den Repräsentanten der „revisionistischen Schule“ dem Streit zwischen Intentionalisten und Funktionalisten, wie er aus der NS-Forschung bekannt ist.
Studien der „Revisionisten“ verdeutlichten, dass die sowjetische Gesellschaft und die Partei widersprüchlicher und zerrissener gewesen sind als es eine totalitaristische Deutung nahelegt. Gruppen mit ihren jeweiligen Eigeninteressen wurden herausgearbeitet, Lokalstudien zu den Verhältnissen in der Provinz ergänzten die Sicht auf die „Zentralen“ in Moskau und Leningrad. Zugleich zeigten die Studien der „Revisionisten“ Grenzen der Macht Stalins und der Parteispitze auf. Der Terror habe soziale und gesellschaftliche Ursachen, nicht solche, die in den psychischen Dispositionen Stalins zu suchen sind.
Gegen die Revisionisten ist eingewandt worden, sie unterschätzten Stalins Machtfülle deutlich. Die Quellenfunde zu den Entscheidungsprozessen im Politbüro bewiesen, dass der Terror vom Zentrum ausging und von dort aus auch gestoppt wurde. Die Parteispitze – insbesondere Stalin – sei in der Lage gewesen, dem Terror immer wieder neue Richtungen zu geben. Hinterfragt wurde zudem, ob es möglich sei, das aus Analysen pluralistischer Gesellschaften gewonnene Konzept von Interessengruppen auf die Sowjetunion der 1930er-Jahre zu übertragen. Eine Gruppe mit ähnlichen Ressourcen wie die der Kommunistischen Partei sei in der Sowjetunion der 1930er-Jahre nicht erkennbar. Auch eine offene Herausforderung des Machtzentrums durch Gruppen an der Peripherie könne nicht nachgewiesen werden. Die Rolle der kommunistischen Ideologie werde zudem über die Maßen vernachlässigt.

### Ursachen, Motive, Charakter
Die Fragen nach den Motiven und den Ursachen des Großen Terrors ist in der Literatur nicht abschließend beantwortet. Die Interpretationen reichen von Annahmen darüber, dass Stalin unter Verfolgungswahn gelitten habe, also die Ursachen in der Psyche des Staatsführers zu suchen seien, bis hin zu Thesen, die im Großen Terror das eruptive und gewaltsame Durchschlagen von Konflikten in der Gesellschaft oder der Partei bzw. zwischen Zentrum und Peripherie erblicken. Wird nach Stalins Motiven und denen seiner engsten Mitarbeiter gefragt, so wird auf die Absicht verwiesen, die „Alte Garde“ der Bolschewiki zu eliminieren. Deren Loyalität Stalin gegenüber sei nicht sicher gewesen. Sie habe ihren Posten räumen müssen, um einer Nachwuchselite Platz zu machen, die Stalin unbedingt ergeben war.
Von verschiedenen Forschern wird auf die Verschwörungstheorie hingewiesen, die den Hintergrund des Großen Terrors bildete: Mit dieser Ideologie, an die Stalin selbst gar nicht notwendigerweise geglaubt habe, seien immer neue Gruppen von angeblichen „Verschwörern“ und „Volksfeinden“ identifiziert und zur Vernichtung freigegeben worden. Diese Verschwörungstheorien seien auch über das Ende des Großen Terrors hinaus fortgesetzt worden und hätten nach dem Zweiten Weltkrieg in den Kampagnen gegen die wurzellosen Kosmopoliten und in der Ärzteverschwörung deutlich antisemitische Züge angenommen.
Außenpolitische Ursachen und Motive werden ebenfalls genannt. Die Bolschewiki seien von der Vorstellung geprägt gewesen, dass ein Krieg gegen die imperialistischen Mächte unvermeidlich sei. Insbesondere Japan im Fernen Osten und Deutschland im Westen seien in den 1930er-Jahren immer kriegslüsterner aufgetreten. Deutschland sei zudem durch die westlichen Demokratien in seinen außenpolitischen Expansionsabsichten nicht gebremst worden. Vor dem Hintergrund dieser verbreiteten Kriegserwartung und der Lehren, die Stalin und sein Führungszirkel aus dem Spanischen Bürgerkrieg zogen, sei es im Großen Terror darum gegangen, alle Personen und Bevölkerungsschichten unschädlich zu machen, die im Verdacht standen, im Kriegsfall zu einer Fünften Kolonne zu gehören, weil sie der kommunistischen Führung feindlich gegenüber stünden.
Gegen die These, der Terror habe vor allem dem Schutz vor einer befürchteten Fünften Kolonne gegolten, sind Argumente vorgetragen worden, die sich auf innenpolitische Probleme der Sowjetunion beziehen. Ukrainische NKWD-Quellen über die dortigen Terrormaßnahmen enthielten bis Anfang 1938 beispielsweise kaum Hinweise auf äußere Bedrohungen. Der Hauptstoß des Terrors sei vielmehr gegen jene geführt worden, die als „sozial unerwünscht“ galten beziehungsweise keiner „nützlichen Arbeit“ nachgingen. Ähnliches gelte auch für georgische NKWD-Quellen aus der Zeit des Großen Terrors. Sie thematisieren die Wahlen zum Obersten Sowjet und den Kampf gegen innere Feinde, vor allem „Trotzkisten“. Es sei grundsätzlich zu fragen, ob der Terror und insbesondere die „Kulakenoperation“ von Historikern als eine Reaktion auf die große und sich verschärfende wirtschaftliche und soziale Krise, als gewaltsamer und abschließend gedachter Kampf gegen die Folgen der forcierten Industrialisierung gedeutet werden müsse.
Einige Forscher wie der führende „Revisionist“ J. Arch Getty oder Karl Schlögel haben auf einen möglichen Zusammenhang des Terrors mit der Stalin-Verfassung von Dezember 1936 und der von Stalin für Dezember 1937 angesetzten allgemeinen, freien, gleichen und geheimen Wahl zum Obersten Sowjet aufmerksam gemacht. Obgleich die vorgesehene Auswahlmöglichkeit zwischen mehreren Kandidaten kurz vor dem Durchführungstermin der Wahl kassiert wurde, hat die Aussicht auf eine Wahl mit solchen Prinzipien viele lokale Parteifunktionäre offenbar zutiefst beunruhigt. Insbesondere Kirchenvertretern und „Kulaken“ wurde unterstellt, sich mit weiteren „Feinden“ der Sowjetmacht zusammenzutun, um über Wahlkampagnen und die Wahlen selbst Einfluss auf die Politik in der Sowjetunion zu gewinnen und anschließend eine Demokratisierung des politischen Systems durchzusetzen. Diese Art von Konkurrenzangst habe dem Terror gegen diese „Feinde“ Nahrung gegeben. Auf dem Februar-März-Plenum von 1937 artikulierten die anwesenden regionalen Parteiführer ihre Sorgen. Verhindern konnten sie diese Wahl allerdings nicht. Getty sieht es jedoch als ein Entgegenkommen Stalins an, dass am 2. Juli 1937 in der Prawda nicht nur die Bestimmungen zu den geplanten Wahlen von Dezember 1937 publiziert wurden, sondern das Politbüro am selben Tag auch die Grundzüge des NKWD-Befehls Nr. 00447 absegnete, der der Vernichtung dieser Feinde dienen sollte. Die These, es habe in der zweiten Hälfte der 1930er-Jahre eine demokratische Bedrohung der kommunistischen Herrschaft gegeben, blieb in der Fachwelt jedoch nicht unwidersprochen.
Weitergehenden Deutungen zufolge war der Große Terror insgesamt ein Völkermord. Der US-amerikanische Historiker Ronald Grigor Suny bezeichnete ihn als „politischen Holocaust“. Norman M. Naimark zufolge konstituiert die Reihe von Gewaltkampagnen und Terrorwellen in der Sowjetunion in der Summe einen Genozid. Jörg Baberowski charakterisiert den sowjetischen Massenterror von 1937 und 1938 als den „Versuch, die Gesellschaft von ihren Feinden zu erlösen. Er war eine sowjetische Variante der ‚Endlösung‘“. Karl Schlögel sprach von einem „Orkan der Gewalt“, erzeugt aus der „Vorstellung von einer Endlösung der sozialen Frage“. Eric Weitz glaubt, dass das Sowjetregime sich zwar einiger „genozidaler Aktionen“ schuldig machte, in Ermangelung einer Rassenideologie und gebremst durch den Glauben an die Formbarkeit des Menschen aber kein „genozidales Regime“ wurde, das den Völkermord ins Zentrum seines politischen Programms genommen hätte. Die Mehrheit der Genozidforscher und Osteuropa-Historiker lehnt es dagegen ausdrücklich ab, den Großen Terror als Völkermord zu klassifizieren. Rudolph Rummel schlägt den Begriff Demozid vor.

### Opferzahlen, Eliten und Massen
Die Größenordnung der Opferzahlen blieb lange Jahre umstritten. Bis zur Öffnung von Archiven waren die Forscher hier auf Schätzungen, Erlebnisberichte und Erinnerungsliteratur sowie auf einzelne spätere offiziöse Enthüllungen angewiesen. Häufig wurden „Opfer“ nicht oder nur ungenügend in Hingerichtete einerseits und Inhaftierte andererseits unterschieden. Auch die verschiedenen Formen des Freiheitsentzugs blieben wenig berücksichtigt. Insgesamt zeigt sich in Bezug auf die Opferzahlen, dass die sehr hohen Angaben zu den Festnahmen kaum noch geteilt werden. Robert Conquest schätzte beispielsweise die Zahl der Verhafteten auf sieben bis acht Millionen. Andere Forscher übertrafen diese Schätzung deutlich und sprachen von 19 bis 20 Millionen. In der aktuellen Literatur wird diese Zahl mit rund 1,5 Millionen Menschen angegeben. Die Zahl der Exekutionen wird heute ebenfalls kaum noch mit mehreren Millionen beziffert, wie dies vor der Perestroika gelegentlich der Fall war. Stattdessen wird nun von einer Zahl ausgegangen, die bei ungefähr 700.000 liegt.
Die zeitweilige Öffnung der Archive Anfang der 1990er-Jahre machte außerdem deutlich, dass vom Großen Terror nicht in erster Linie Parteifunktionäre, Kader und Eliten betroffen waren. Sie bildeten nur „die Spitze des Eisbergs“. Die Repressionen trafen überwiegend einfache Bürger. Sie fielen den Massenoperationen zum Opfer. Ihr Schicksal war bis dahin durch strikte Geheimhaltung praktisch unbekannt. Nicolas Werth sprach in diesem Zusammenhang von einer öffentlichen und einer geheimen Seite des Terrors: Die öffentliche Seite habe sich in den Schauprozessen Moskaus und der Provinz sowie im Aufrücken einer stalintreuen, jungen und besser ausgebildeten Elite gezeigt. Die heimliche Seite sei die Planung und Durchführung der Massenoperationen gewesen.

## Anhang